# Segunda División de España 2016-17
La Segunda División de España 2016-17 (también conocida como LaLiga2 o por motivos de patrocinio LaLiga 1|2|3) fue la 86.ª edición de la competición. El torneo lo organiza la Liga Nacional de Fútbol Profesional. En esta temporada llegaron como debutantes el Reus Deportiu y UCAM Murcia. También regresaron el Cádiz CF, después de seis años en Segunda B y el Sevilla Atlético tras 9 años.

## Sistema de competición
La Segunda División de España 2016-17 esta organizada por la Liga Nacional de Fútbol Profesional (LFP).
Como en temporadas precedentes, consta de un grupo único integrado por 22 clubes de toda la geografía española. Siguiendo un sistema de liga, los 22 equipos se enfrentan todos contra todos en dos ocasiones —una en campo propio y otra en campo contrario— sumando un total de 42 jornadas. El orden de los encuentros se decide por sorteo antes de empezar la competición.
La clasificación final se establecerá con arreglo a los puntos obtenidos en cada enfrentamiento, a razón de tres por partido ganado, uno por empatado y ninguno en caso de derrota. Si al finalizar el campeonato dos equipos igualasen a puntos, los mecanismos para desempatar la clasificación son los siguientes:
1. El que tenga una mayor diferencia entre goles a favor y en contra en los enfrentamientos entre ambos.
2. Si persiste el empate, se tendrá en cuenta la diferencia de goles a favor y en contra en todos los encuentros del campeonato.

Si el empate a puntos se produce entre tres o más clubes, los sucesivos mecanismos de desempate son los siguientes:
1. La mejor puntuación de la que a cada uno corresponda a tenor de los resultados de los partidos jugados entre sí por los clubes implicados.
2. La mayor diferencia de goles a favor y en contra, considerando únicamente los partidos jugados entre sí por los clubes implicados.
3. La mayor diferencia de goles a favor y en contra teniendo en cuenta todos los encuentros del campeonato.
4. El mayor número de goles a favor teniendo en cuenta todos los encuentros del campeonato.
5. El club mejor clasificado con arreglo a los baremos de fair play.

### Efectos de la clasificación
El equipo que más puntos sume al final del campeonato será proclamado campeón de la Liga de Segunda División y obtendrá automáticamente el ascenso a Primera División para la próxima temporada, junto con el subcampeón. Los cuatro siguientes clasificados —puestos del 3.º al 6.º, excluyendo los equipos filiales que ocupen dichas posiciones en la tabla— disputarán un play-off por eliminación directa a doble partido —ida y vuelta— cuyo vencedor final obtendrá también la promoción de categoría. Las plazas en Segunda División de los tres equipos ascendidos serán cubiertas la próxima temporada por los tres últimos clasificados, esta temporada, en Primera.
Por su parte, los cuatro últimos clasificados de Segunda División —puestos del 19.º al 22.º— serán descendidos a Segunda División B. De esta, ascenderán los cuatro ganadores de la promoción para reemplazar a los equipos relegados. Los equipos que terminen entre el 3 y 6 de la posición (excluyendo equipos de reserva) tomarán parte en los play-offs.

## Ascensos y descensos
Un total de 22 equipos disputan la liga, incluyendo quince equipos de la temporada anterior, cuatro ascendidos de Segunda B y tres descendidos de Primera División.
| Pos. | Ascendidos a 1.ª División |
| ---- | ------------------------- |
| 1º   | Deportivo Alavés          |
| 2º   | C. D. Leganés             |
| 6º   | C. A. Osasuna             |

| Pos. | Descendidos de 1.ª División |
| ---- | --------------------------- |
| 18.º | Rayo Vallecano              |
| 19.º | Getafe C. F.                |
| 20.º | Levante U. D.               |

| Pos. | Descendidos a 2.ª División B |
| ---- | ---------------------------- |
| 19.º | S. D. Ponferradina           |
| 20.º | U. E. Llagostera             |
| 21.º | Albacete Balompié            |
| 22.º | Bilbao Athletic              |

| Pos.      | Ascendidos de 2.ª División B |
| --------- | ---------------------------- |
| 1.º (IV)  | UCAM Murcia C. F.            |
| 1.º (III) | C. F. Reus Deportiu          |
| 3.º (IV)  | Sevilla Atlético             |
| 4.º (IV)  | Cádiz C. F.                  |

## Equipos

### Datos de los equipos
| Equipo                 | Ciudad                 | Entrenador                  | Estadio                       | Aforo  | Marca       | Patrocinador principal  | Otros patrocinadores                |
| ---------------------- | ---------------------- | --------------------------- | ----------------------------- | ------ | ----------- | ----------------------- | ----------------------------------- |
| Alcorcón               | Alcorcón               | Julio Velázquez             | Santo Domingo                 | 5.100  | Erreà       | ARC Broker              | Tres Aguas                          |
| Cádiz                  | Cádiz                  | Álvaro Cervera              | Ramón de Carranza             | 25.033 | Adidas      | Socibus                 | Puerto y Bahía                      |
| Lugo                   | Lugo                   | Luis César Sampedro         | Anxo Carro                    | 8.168  | Hummel      | Estrella Galicia        | Abanca                              |
| Mirandés               | Miranda de Ebro        | Pablo Alfaro                | Anduva                        | 6.900  | Adidas      | Miranda Empresas        | Wolder Electronics                  |
| Numancia               | Soria                  | Jagoba Arrasate             | Nuevo Estadio Los Pajaritos   | 9.025  | Erreà       | Soria Natural           | Caja Rural                          |
| Tenerife               | Santa Cruz de Tenerife | Pep Lluís Martí             | Heliodoro Rodríguez López     | 24.500 | Hummel      | Egatesa                 | Air Europa                          |
| Reus Deportiu          | Reus                   | Natxo González              | Camp Nou Municipal            | 4.500  | Kappa       | Borges                  |                                     |
| Gimnàstic de Tarragona | Tarragona              | Nano Rivas                  | Nou Estadi                    | 14.591 | Hummel      | Sorigué                 | Catalunya Caixa                     |
| Córdoba CF             | Córdoba                | Luis Carrión                | Nuevo Arcángel                | 21.822 | Kappa       | Tango                   |                                     |
| Elche CF               | Elche                  | Vicente Parras              | Manuel Martínez Valero        | 36.017 | Kelme       | TM                      |                                     |
| Getafe CF              | Getafe                 | José Bordalás               | Coliseum Alfonso Pérez        | 17.393 | Joma        | Tecnocasa Group         | UEDBet                              |
| Girona FC              | Gerona                 | Pablo Machín                | Montilivi                     | 9.286  | Kappa       | City Lift               | Serveis Master                      |
| Levante UD             | Valencia               | Juan Ramón López Muñiz      | Ciudad de Valencia            | 24.354 | Macron      | East United             | València Esports y Baleària         |
| Rayo Vallecano         | Madrid                 | Míchel                      | Campo de Vallecas             | 14.790 | Kelme       |                         | Nevir                               |
| Mallorca               | Palma de Mallorca      | Sergi Barjuan               | Iberostar Estadio             | 22.142 | Umbro       | Air Europa              | Porto Pi Trasmediterránea           |
| Real Oviedo            | Oviedo                 | Fernando Hierro             | Carlos Tartiere               | 30.500 | Adidas      | Procoin INTERprotección | Tartiere Auto Ayre Hoteles          |
| Valladolid             | Valladolid             | Paco Herrera                | Estadio José Zorrilla         | 26.512 | Hummel      | Cuatro Rayas            |                                     |
| Zaragoza               | Zaragoza               | César Láinez                | La Romareda                   | 35.000 | Adidas      | Caravan Fragancias      | Quirón                              |
| Huesca                 | Huesca                 | Juan Antonio Anquela        | Estadio El Alcoraz            | 5.500  | Bemiser     | Simply Supermercados    |                                     |
| Sevilla Atlético       | Sevilla                | Diego Martínez Penas        | Estadio Ramón Sánchez-Pizjuán | 42.714 | New Balance |                         |                                     |
| UCAM Murcia            | Murcia                 | Francisco Rodríguez Vílchez | Estadio de La Condomina       | 17.500 | Nike        | UCAM                    | Lumen Eléctricas Apuestas de Murcia |
| Almería                | Almería                | Luis Miguel Ramis           | Juegos Mediterráneos          | 14.200 | Nike        | Urcisol.com             | Costa de Almería                    |

### Cambios de entrenadores
| Equipo                 | Entrenador (jornadas)                                                                                        |
| ---------------------- | --- |
| Getafe CF              | Juan Eduardo Esnáider (1-7) José Bordalás (8-42)                                                             |
| AD Alcorcón            | Cosmin Contra (1-9) Julio Velázquez (10-42)                                                                  |
| Real Zaragoza          | Luis Milla (1-11) Raül Agné (12-30) César Láinez (31-42)                                                     |
| Rayo Vallecano         | José Ramón Sandoval (1-13) Rubén Baraja (14-26) Míchel (27-42)                                               |
| Córdoba CF             | José Luis Oltra (1-16) Luis Carrión (17-42)                                                                  |
| CD Mirandés            | Carlos Terrazas (1-16) Javier Álvarez de los Mozos (17, 22-31) Claudio Barragán (18-21) Pablo Alfaro (32-42) |
| RCD Mallorca           | Fernando Vázquez (1-17) Javier Olaizola (18-32) Sergi Barjuan (33-42)                                        |
| UCAM Murcia            | José María Salmerón (1-18) Francisco Rodríguez Vílchez (19-42)                                               |
| Gimnàstic de Tarragona | Vicente Moreno (1-19) Juan Merino (20-39) Nano Rivas (40-42)                                                 |
| UD Almería             | Fernando Soriano (1-27) Fran Fernández (28-29) Luis Miguel Ramis (30-42)                                     |
| Elche CF               | Alberto Toril (1-36) Vicente Parras (37-42)                                                                  |

### Equipos por comunidad autónoma
| \| Com. Autónoma \| N. \| Equipos \| \| -------------------- \| -- \| ------------------------------------------------------------ \| \| Andalucía \| 4 \| U.D. Almería, Cádiz C.F., Córdoba C.F. y Sevilla Atlético \| \| Castilla y León \| 3 \| C.D. Numancia de Soria, C.D. Mirandés y Real Valladolid C.F. \| \| Cataluña \| 3 \| Gimnàstic de Tarragona, Girona F.C. y C.F. Reus Deportiu \| \| Comunidad de Madrid \| 3 \| Getafe C.F., Rayo Vallecano y A.D. Alcorcón \| \| Aragón \| 2 \| S. D. Huesca y Real Zaragoza \| \| Comunidad Valenciana \| 2 \| Elche C. F. y Levante U.D. \| \| Asturias \| 1 \| Real Oviedo \| \| Galicia \| 1 \| C. D. Lugo \| \| Islas Baleares \| 1 \| R. C. D. Mallorca \| \| Islas Canarias \| 1 \| C.D. Tenerife \| \| Región de Murcia \| 1 \| UCAM Murcia C.F. \| |    |                                                              |
| Com. Autónoma | N. | Equipos                                                      |
| Andalucía | 4  | U.D. Almería, Cádiz C.F., Córdoba C.F. y Sevilla Atlético    |
| Castilla y León | 3  | C.D. Numancia de Soria, C.D. Mirandés y Real Valladolid C.F. |
| Cataluña | 3  | Gimnàstic de Tarragona, Girona F.C. y C.F. Reus Deportiu     |
| Comunidad de Madrid | 3  | Getafe C.F., Rayo Vallecano y A.D. Alcorcón                  |
| Aragón | 2  | S. D. Huesca y Real Zaragoza                                 |
| Comunidad Valenciana | 2  | Elche C. F. y Levante U.D.                                   |
| Asturias | 1  | Real Oviedo                                                  |
| Galicia | 1  | C. D. Lugo                                                   |
| Islas Baleares | 1  | R. C. D. Mallorca                                            |
| Islas Canarias | 1  | C.D. Tenerife                                                |
| Región de Murcia | 1  | UCAM Murcia C.F.                                             |

## Televisión
| Canal              | Canal | N.º de partidos                                         | Tipo de elección |
| ------------------ | ----- | ------------------------------------------------------- | ---------------- |
| Movistar Partidazo |       | 1 por jornada                                           | 1.ª elección     |
| Gol                |       | 2 por jornada                                           | 2.ª elección     |
| LaLiga 1\|2\|3 TV  |       | 10 por jornada (todos excepto el de Movistar Partidazo) | 3.ª elección     |

## Justicia deportiva
Los árbitros de cada partido fueron designados por una comisión creada para tal objetivo e integrada por representantes de la LFP y la RFEF. En la temporada 2016/17, los colegiados de la categoría eran los siguientes (se muestra entre paréntesis su antigüedad en la categoría):
- Saúl Ais Reig (2)
- Javier Alberola Rojas (2)
- Dámaso Arcediano Monescillo (6)
- Isidro Díaz de Mera Escuderos (1) - debutante
- Víctor Areces Franco (3)
- Pablo González Fuertes (5)
- Gorka Sagués Oscoz (5)
- Aitor Gorostegui Fernández-Ortega (1) - debutante
- Francisco Manuel Arias López (6)
- Adrián Cordero Vega (2)
- Juan Luis Pulido Santana (1) - debutante
- Oliver de la Fuente Ramos (3)
- Jorge Valdés Aller (7)
- Rubén Eiriz Mata (3)
- David Pérez Pallas (5)
- Jorge Figueroa Vázquez (5)
- Juan Manuel López Amaya (3)
- Pedro Jesús Pérez Montero (6)
- David Medié Jiménez (5)
- Eduardo Prieto Iglesias (4)
- Valentín Pizarro Gómez (3)
- Guillermo Cuadra Fernández (2)

## Clasificación
| Pos. | Equipo                 | Pts. | PJ | G  | E  | P  | GF | GC | Dif. | Notas                         |
| ---- | ---------------------- | ---- | -- | -- | -- | -- | -- | -- | ---- | ----------------------------- |
| 1    | Levante U. D. (C, A)   | 84   | 42 | 25 | 9  | 8  | 57 | 32 | +25  | Ascenso a Primera División    |
| 2    | Girona F. C. (A)       | 70   | 42 | 20 | 10 | 12 | 65 | 45 | +20  | Ascenso a Primera División    |
| 3    | Getafe C. F. (A)       | 68   | 42 | 18 | 14 | 10 | 55 | 43 | +12  | Acceso a Play-offs de ascenso |
| 4    | C. D. Tenerife         | 66   | 42 | 16 | 18 | 8  | 50 | 37 | +13  | Acceso a Play-offs de ascenso |
| 5    | Cádiz C. F.            | 64   | 42 | 16 | 16 | 10 | 55 | 40 | +15  | Acceso a Play-offs de ascenso |
| 6    | S. D. Huesca           | 63   | 42 | 16 | 15 | 11 | 53 | 43 | +10  | Acceso a Play-offs de ascenso |
| 7    | Real Valladolid C. F.  | 63   | 42 | 18 | 9  | 15 | 52 | 47 | +5   |                               |
| 8    | Real Oviedo            | 61   | 42 | 17 | 10 | 15 | 47 | 47 | 0    |                               |
| 9    | C. D. Lugo             | 55   | 42 | 14 | 13 | 15 | 49 | 52 | −3   |                               |
| 10   | Córdoba C. F.          | 55   | 42 | 14 | 13 | 15 | 42 | 52 | −10  |                               |
| 11   | C. F. Reus Deportiu    | 55   | 42 | 13 | 16 | 13 | 31 | 29 | +2   |                               |
| 12   | Rayo Vallecano         | 53   | 42 | 14 | 11 | 17 | 44 | 44 | 0    |                               |
| 13   | Sevilla Atlético       | 53   | 42 | 13 | 14 | 15 | 55 | 56 | −1   |                               |
| 14   | Gimnàstic de Tarragona | 52   | 42 | 12 | 16 | 14 | 47 | 51 | −4   |                               |
| 15   | U. D. Almería          | 51   | 42 | 14 | 9  | 19 | 44 | 49 | −5   |                               |
| 16   | Real Zaragoza          | 50   | 42 | 12 | 14 | 16 | 50 | 52 | −2   |                               |
| 17   | C. D. Numancia         | 50   | 42 | 11 | 17 | 14 | 40 | 49 | −9   |                               |
| 18   | A. D. Alcorcón         | 50   | 42 | 13 | 11 | 18 | 32 | 43 | −11  |                               |
| 19   | UCAM Murcia C. F. (D)  | 48   | 42 | 11 | 15 | 16 | 42 | 51 | −9   | Descenso de categoría         |
| 20   | R. C. D. Mallorca (D)  | 45   | 42 | 9  | 18 | 15 | 42 | 50 | −8   | Descenso de categoría         |
| 21   | Elche C. F. (D)        | 43   | 42 | 11 | 10 | 21 | 49 | 63 | −14  | Descenso de categoría         |
| 22   | C. D. Mirandés (D)     | 41   | 42 | 9  | 14 | 19 | 40 | 66 | −26  | Descenso de categoría         |

Actualizado a los partidos jugados el 11 de junio de 2017.
 Fuente: Soccerway
Criterios de clasificación: Puntos · Enfrentamientos directos · Diferencia de goles · Goles a favor · Puntos fair-play · Play-off.

### Evolución de la clasificación
La tabla muestra las posiciones de los equipos después de cada semana de partidos. Con el fin de preservar el desarrollo cronológico, los partidos aplazados no se incluyen en la ronda en que fueron programados originalmente, sino que se agregan en la ronda completa que jugaron después. Por ejemplo, si un partido está programado para la jornada 13, pero luego se pospuso y se jugó entre las jornadas 16 y 17, se añadirá a la tabla de posiciones para la jornada 17.
| Equipo / Jornada | 1  | 2  | 3  | 4  | 5  | 6  | 7  | 8  | 9  | 10 | 11 | 12 | 13 | 14 | 15 | 16 | 17 | 18 | 19 | 20 | 21 | 22 | 23 | 24 | 25 | 26 | 27 | 28 | 29 | 30 | 31 | 32 | 33 | 34 | 35 | 36 | 37 | 38 | 39 | 40 | 41 | 42 |
| Equipo / Jornada |    |    |    |    |    |    |    |    |    |    |    |    |    |    |    |    |    |    |    |    |    |    |    |    |    |    |    |    |    |    |    |    |    |    |    |    |    |    |    |    |    |    |
| ---------------- | -- | -- | -- | -- | -- | -- | -- | -- | -- | -- | -- | -- | -- | -- | -- | -- | -- | -- | -- | -- | -- | -- | -- | -- | -- | -- | -- | -- | -- | -- | -- | -- | -- | -- | -- | -- | -- | -- | -- | -- | -- | -- |
| Levante1 2       | 4  | 1  | 2  | 1  | 1  | 1  | 1  | 1  | 1  | 1  | 1  | 1  | 1  | 1  | 1  | 1  | 1  | 1  | 1  | 1  | 1  | 1  | 1  | 1  | 1  | 1  | 1  | 1  | 1  | 1  | 1  | 1  | 1  | 1  | 1  | 1  | 1  | 1  | 1  | 1  | 1  | 1  |
| Girona           | 7  | 2  | 8  | 10 | 20 | 13 | 9  | 6  | 6  | 6  | 11 | 7  | 5  | 3  | 2  | 2  | 2  | 2  | 2  | 2  | 2  | 2  | 2  | 2  | 2  | 2  | 2  | 2  | 2  | 2  | 2  | 2  | 2  | 2  | 2  | 2  | 2  | 2  | 2  | 2  | 2  | 2  |
| Getafe           | 13 | 14 | 12 | 21 | 13 | 17 | 21 | 20 | 18 | 12 | 13 | 13 | 10 | 14 | 9  | 5  | 4  | 3  | 3  | 3  | 3  | 4  | 4  | 5  | 4  | 6  | 5  | 6  | 6  | 6  | 6  | 6  | 6  | 4  | 4  | 3  | 3  | 3  | 3  | 3  | 3  | 3  |
| Tenerife         | 21 | 18 | 21 | 15 | 8  | 10 | 13 | 14 | 17 | 17 | 20 | 17 | 17 | 15 | 13 | 9  | 10 | 13 | 11 | 9  | 8  | 5  | 6  | 4  | 5  | 4  | 4  | 3  | 4  | 4  | 4  | 3  | 3  | 3  | 3  | 6  | 4  | 4  | 4  | 4  | 5  | 4  |
| Cádiz            | 12 | 12 | 18 | 8  | 16 | 9  | 12 | 17 | 19 | 19 | 19 | 16 | 12 | 12 | 8  | 12 | 6  | 4  | 4  | 4  | 4  | 3  | 3  | 3  | 3  | 3  | 3  | 5  | 3  | 3  | 3  | 4  | 5  | 5  | 5  | 4  | 5  | 5  | 5  | 5  | 4  | 5  |
| Huesca           | 16 | 15 | 20 | 9  | 19 | 19 | 14 | 10 | 14 | 9  | 9  | 5  | 8  | 5  | 6  | 7  | 9  | 8  | 6  | 6  | 11 | 11 | 13 | 14 | 12 | 10 | 9  | 7  | 7  | 7  | 7  | 7  | 7  | 7  | 7  | 5  | 6  | 6  | 7  | 7  | 6  | 6  |
| Valladolid       | 6  | 6  | 3  | 4  | 9  | 11 | 18 | 18 | 16 | 11 | 12 | 10 | 6  | 11 | 15 | 14 | 11 | 10 | 13 | 7  | 5  | 7  | 5  | 8  | 9  | 7  | 7  | 8  | 8  | 8  | 8  | 9  | 8  | 10 | 8  | 8  | 7  | 7  | 6  | 6  | 7  | 7  |
| Oviedo           | 20 | 7  | 9  | 12 | 15 | 18 | 11 | 13 | 7  | 10 | 6  | 4  | 2  | 7  | 4  | 6  | 5  | 9  | 12 | 13 | 10 | 6  | 10 | 7  | 6  | 5  | 6  | 4  | 5  | 5  | 5  | 5  | 4  | 6  | 6  | 7  | 8  | 8  | 8  | 8  | 8  | 8  |
| Lugo             | 10 | 9  | 13 | 5  | 3  | 2  | 3  | 2  | 2  | 2  | 3  | 8  | 9  | 4  | 7  | 11 | 7  | 5  | 5  | 8  | 6  | 8  | 7  | 6  | 7  | 8  | 8  | 9  | 9  | 9  | 10 | 8  | 9  | 8  | 9  | 9  | 11 | 10 | 10 | 10 | 10 | 9  |
| Córdoba          | 3  | 4  | 5  | 14 | 6  | 5  | 2  | 3  | 3  | 4  | 5  | 6  | 7  | 13 | 14 | 16 | 13 | 16 | 14 | 14 | 15 | 16 | 16 | 18 | 19 | 19 | 17 | 18 | 18 | 16 | 17 | 16 | 18 | 17 | 18 | 17 | 17 | 16 | 16 | 13 | 12 | 10 |
| Reus             | 5  | 5  | 7  | 7  | 5  | 3  | 5  | 5  | 5  | 3  | 2  | 3  | 4  | 8  | 5  | 4  | 8  | 6  | 7  | 10 | 9  | 9  | 8  | 10 | 10 | 11 | 11 | 10 | 11 | 10 | 11 | 12 | 13 | 14 | 14 | 13 | 10 | 12 | 11 | 11 | 9  | 11 |
| Rayo1            | 17 | 17 | 22 | 16 | 21 | 12 | 15 | 9  | 13 | 15 | 8  | 12 | 16 | 18 | 18 | 20 | 16 | 14 | 16 | 16 | 16 | 17 | 17 | 16 | 16 | 16 | 19 | 19 | 21 | 19 | 18 | 17 | 16 | 15 | 13 | 15 | 13 | 14 | 12 | 12 | 15 | 12 |
| Sevilla At.      | 8  | 10 | 11 | 17 | 11 | 14 | 16 | 16 | 9  | 7  | 4  | 2  | 3  | 2  | 3  | 3  | 3  | 7  | 9  | 5  | 7  | 10 | 9  | 11 | 11 | 13 | 13 | 14 | 13 | 12 | 9  | 10 | 10 | 9  | 10 | 10 | 9  | 9  | 9  | 9  | 11 | 13 |
| Gimnàstic        | 9  | 11 | 14 | 18 | 22 | 22 | 22 | 22 | 22 | 22 | 22 | 22 | 22 | 22 | 22 | 21 | 22 | 22 | 22 | 22 | 22 | 22 | 22 | 22 | 22 | 21 | 18 | 15 | 15 | 18 | 16 | 18 | 17 | 16 | 16 | 19 | 19 | 19 | 19 | 18 | 16 | 14 |
| Almería          | 11 | 21 | 10 | 11 | 17 | 20 | 19 | 21 | 21 | 21 | 18 | 21 | 19 | 20 | 16 | 17 | 21 | 17 | 19 | 20 | 20 | 21 | 19 | 20 | 20 | 22 | 22 | 21 | 20 | 21 | 20 | 20 | 19 | 19 | 19 | 16 | 16 | 17 | 17 | 17 | 18 | 15 |
| Zaragoza         | 1  | 3  | 1  | 2  | 2  | 4  | 6  | 7  | 8  | 14 | 15 | 9  | 11 | 6  | 10 | 10 | 14 | 11 | 8  | 11 | 13 | 14 | 15 | 12 | 14 | 14 | 14 | 13 | 14 | 15 | 14 | 13 | 12 | 11 | 11 | 11 | 14 | 13 | 13 | 15 | 13 | 16 |
| Numancia         | 19 | 19 | 19 | 19 | 12 | 15 | 10 | 11 | 11 | 13 | 17 | 20 | 20 | 21 | 17 | 19 | 15 | 18 | 15 | 15 | 12 | 12 | 11 | 9  | 8  | 9  | 10 | 11 | 10 | 13 | 13 | 11 | 14 | 12 | 12 | 12 | 12 | 11 | 15 | 14 | 14 | 17 |
| Alcorcón         | 15 | 22 | 16 | 13 | 18 | 21 | 20 | 15 | 20 | 20 | 21 | 18 | 21 | 16 | 20 | 15 | 18 | 15 | 17 | 17 | 18 | 15 | 14 | 15 | 15 | 15 | 16 | 17 | 17 | 17 | 19 | 19 | 20 | 20 | 20 | 20 | 20 | 18 | 18 | 19 | 19 | 18 |
| UCAM2            | 22 | 20 | 15 | 20 | 10 | 8  | 7  | 8  | 10 | 16 | 16 | 19 | 15 | 17 | 21 | 18 | 20 | 21 | 21 | 21 | 21 | 19 | 20 | 17 | 18 | 18 | 15 | 16 | 16 | 14 | 15 | 15 | 15 | 18 | 17 | 14 | 15 | 15 | 14 | 16 | 17 | 19 |
| Mallorca         | 18 | 16 | 17 | 22 | 14 | 16 | 17 | 19 | 15 | 18 | 14 | 15 | 14 | 10 | 11 | 13 | 17 | 19 | 20 | 18 | 17 | 18 | 18 | 19 | 17 | 17 | 20 | 20 | 19 | 20 | 21 | 21 | 21 | 21 | 21 | 21 | 21 | 21 | 20 | 20 | 20 | 20 |
| Elche            | 2  | 8  | 4  | 3  | 7  | 7  | 8  | 12 | 12 | 8  | 7  | 11 | 13 | 9  | 12 | 8  | 12 | 12 | 10 | 12 | 14 | 13 | 12 | 13 | 13 | 12 | 12 | 12 | 12 | 11 | 12 | 14 | 11 | 13 | 15 | 18 | 18 | 20 | 21 | 21 | 21 | 21 |
| Mirandés         | 14 | 13 | 6  | 6  | 4  | 6  | 4  | 4  | 4  | 5  | 10 | 14 | 18 | 19 | 19 | 22 | 19 | 20 | 18 | 19 | 19 | 20 | 21 | 21 | 21 | 20 | 21 | 22 | 22 | 22 | 22 | 22 | 22 | 22 | 22 | 22 | 22 | 22 | 22 | 22 | 22 | 22 |

- Notas:
  - 1 Posiciones de Levante y Rayo Vallecano de la fecha 16 a la 18 con un partido pendiente por el aplazamiento del partido correspondiente a la 16.ª jornada debido al mal tiempo.
  - 2 Posiciones de Levante y UCAM Murcia de la fecha 19 a la 20 con un partido pendiente por el aplazamiento del partido correspondiente a la 19.ª jornada debido al mal tiempo.

## Resultados
Los horarios corresponden a la CET (Hora Central Europea) UTC+1 en horario estándar y UTC+2 en horario de verano.

### Primera vuelta
| CD Mirandés         | 1 – 1 | Getafe CF      | Anduva                | 19 de agosto | 20:00 | 3.041  | Alberola Rojas   | 4 | 0 |
| UD Almería          | 1 – 1 | Cádiz CF       | Juegos Mediterráneos  | 19 de agosto | 22:00 | 8.771  | Arias López      | 3 | 0 |
| RCD Mallorca        | 0 – 1 | CF Reus        | Iberostar Estadio     | 20 de agosto | 19:00 | 8.437  | Ais Reig         | 9 | 0 |
| Elche CF            | 2 – 1 | Rayo Vallecano | Martínez Valero       | 20 de agosto | 19:00 | 6.759  | Eiriz Mata       | 5 | 0 |
| AD Alcorcón         | 0 – 0 | SD Huesca      | Santo Domingo         | 20 de agosto | 19:00 | 1.532  | Sagués Oscoz     | 8 | 0 |
| Córdoba CF          | 1 – 0 | CD Tenerife    | Nuevo Arcángel        | 20 de agosto | 21:00 | 12.564 | Prieto Iglesias  | 7 | 0 |
| CD Numancia         | 0 – 1 | Levante UD     | Los Pajaritos         | 21 de agosto | 19:00 | 2.751  | González Fuertes | 8 | 2 |
| Nástic de Tarragona | 2 – 2 | CD Lugo        | Nou Estadi            | 21 de agosto | 19:00 | 3.512  | Cuadra Fernández | 2 | 0 |
| Sevilla Atlético    | 3 – 3 | Girona FC      | Sánchez-Pizjuán       | 21 de agosto | 21:00 | 4.088  | Pulido Santana   | 5 | 0 |
| Real Valladolid     | 1 – 0 | Real Oviedo    | Estadio José Zorrilla | 21 de agosto | 22:30 | 7.996  | Pérez Montero    | 6 | 0 |
| Real Zaragoza       | 3 – 1 | UCAM Murcia    | La Romareda           | 22 de agosto | 20:00 | 14.900 | Valdés Aller     | 4 | 0 |

| Getafe CF      | 0 – 0 | CD Numancia         | Coliseum Alfonso Pérez | 26 de agosto | 20:00 | 4.305  | Arcediano Monescillo        | 3 | 0 |
| CD Tenerife    | 1 – 1 | Sevilla Atlético    | Heliodoro Rodríguez    | 26 de agosto | 22:00 | 7.915  | De la Fuente Ramos          | 8 | 1 |
| Girona FC      | 3 – 1 | Elche CF            | Montilivi              | 27 de agosto | 19:00 | 4.203  | Gorostegui Fernández-Ortega | 4 | 0 |
| Real Oviedo    | 2 – 0 | UD Almería          | Carlos Tartiere        | 27 de agosto | 19:00 | 11.916 | Cordero Vega                | 9 | 0 |
| CF Reus        | 1 – 1 | CD Mirandés         | Camp Nou Municipal     | 27 de agosto | 19:00 | 3.078  | López Amaya                 | 6 | 0 |
| CD Lugo        | 3 – 3 | Real Zaragoza       | Anxo Carro             | 27 de agosto | 21:00 | 3.920  | Figueroa Vázquez            | 4 | 0 |
| Levante UD     | 2 – 0 | AD Alcorcón         | Ciudad de Valencia     | 28 de agosto | 19:00 | 10.133 | Areces Franco               | 5 | 0 |
| SD Huesca      | 1 – 1 | Nástic de Tarragona | El Alcoraz             | 28 de agosto | 19:00 | 2.766  | Pérez Pallas                | 6 | 0 |
| UCAM Murcia    | 1 – 1 | Córdoba CF          | La Condomina           | 28 de agosto | 19:00 | 2.813  | Díaz de Mera Escuderos      | 6 | 0 |
| Rayo Vallecano | 0 – 0 | Real Valladolid     | Campo de Vallecas      | 28 de agosto | 21:00 | 7.933  | Medié Jiménez               | 3 | 0 |
| Cádiz CF       | 1 – 1 | RCD Mallorca        | Ramón de Carranza      | 28 de agosto | 22:30 | 16.471 | Pizarro Gómez               | 5 | 0 |

| Sevilla Atlético    | 1 – 1 | UCAM Murcia    | Sánchez-Pizjuán        | 2 de septiembre | 20:00 | 4.669  | Sagués Oscoz     | 5 | 1 |
| Córdoba CF          | 3 – 3 | CD Lugo        | Nuevo Arcángel         | 2 de septiembre | 21:00 | 14.517 | Pulido Santana   | 5 | 0 |
| CD Mirandés         | 3 – 2 | Cádiz CF       | Anduva                 | 3 de septiembre | 16:00 | 3.060  | Ais Reig         | 9 | 0 |
| Getafe CF           | 1 – 1 | CF Reus        | Coliseum Alfonso Pérez | 3 de septiembre | 18:00 | 4.529  | Cuadra Fernández | 3 | 0 |
| UD Almería          | 3 – 0 | Rayo Vallecano | Juegos Mediterráneos   | 3 de septiembre | 18:00 | 7.826  | Alberola Rojas   | 2 | 0 |
| Real Valladolid     | 2 – 1 | Girona FC      | Estadio José Zorrilla  | 3 de septiembre | 18:00 | 7.958  | Eiriz Mata       | 5 | 0 |
| Elche CF            | 3 – 1 | CD Tenerife    | Martínez Valero        | 3 de septiembre | 20:00 | 7.171  | Valdés Aller     | 3 | 0 |
| CD Numancia         | 1 – 1 | AD Alcorcón    | Los Pajaritos          | 4 de septiembre | 16:00 | 2.104  | Arias López      | 6 | 0 |
| Nástic de Tarragona | 1 – 1 | Levante UD     | Nou Estadi             | 4 de septiembre | 18:00 | 4.781  | Pérez Montero    | 7 | 0 |
| RCD Mallorca        | 0 – 0 | Real Oviedo    | Iberostar Estadio      | 4 de septiembre | 20:00 | 9.471  | Prieto Iglesias  | 5 | 0 |
| Real Zaragoza       | 1 – 0 | SD Huesca      | La Romareda            | 4 de septiembre | 20:30 | 21.343 | González Fuertes | 9 | 0 |

| CD Lugo        | 1 – 0 | Sevilla Atlético    | Anxo Carro                | 10 de septiembre | 16:00 | 2.552  | Díaz de Mera Escuderos      | 3 | 0 |
| CF Reus        | 1 – 1 | CD Numancia         | Camp Nou Municipal        | 10 de septiembre | 18:00 | 3.151  | Gorostegui Fernández-Ortega | 8 | 1 |
| CD Tenerife    | 1 – 0 | Real Valladolid     | Heliodoro Rodríguez López | 10 de septiembre | 18:00 | 7.781  | Arcediano Monescillo        | 4 | 0 |
| Levante UD     | 4 – 2 | Real Zaragoza       | Ciudad de Valencia        | 10 de septiembre | 20:00 | 11.623 | Medié Jiménez               | 3 | 0 |
| Rayo Vallecano | 1 – 0 | RCD Mallorca        | Campo de Vallecas         | 11 de septiembre | 12:00 | 8.067  | Figueroa Vázquez            | 2 | 0 |
| Real Oviedo    | 0 – 0 | CD Mirandés         | Carlos Tartiere           | 11 de septiembre | 16:00 | 12.646 | Pizarro Gómez               | 3 | 0 |
| AD Alcorcón    | 1 – 0 | Nástic de Tarragona | Santo Domingo             | 11 de septiembre | 18:00 | 2.083  | López Amaya                 | 5 | 0 |
| Cádiz CF       | 3 – 0 | Getafe CF           | Ramón de Carranza         | 11 de septiembre | 18:00 | 15.322 | Pérez Pallas                | 6 | 0 |
| SD Huesca      | 3 – 0 | Córdoba CF          | El Alcoraz                | 11 de septiembre | 18:00 | 2.664  | Cordero Vega                | 2 | 0 |
| UCAM Murcia    | 1 – 1 | Elche CF            | La Condomina              | 11 de septiembre | 18:00 | 4.893  | De la Fuente Ramos          | 2 | 0 |
| Girona FC      | 3 – 3 | UD Almería          | Montilivi                 | 11 de septiembre | 20:00 | 4.754  | Areces Franco               | 7 | 0 |

| CD Numancia      | 1 – 0 | Nástic de Tarragona | Los Pajaritos          | 17 de septiembre | 16:00 | 2.223  | Pulido Santana   | 4 | 1 |
| Córdoba CF       | 1 – 0 | Levante UD          | Nuevo Arcángel         | 17 de septiembre | 18:00 | 13.677 | Sagués Oscoz     | 4 | 0 |
| Elche CF         | 0 – 3 | CD Lugo             | Manuel Martínez Valero | 17 de septiembre | 18:00 | 7.765  | Alberola Rojas   | 3 | 0 |
| CF Reus          | 1 – 0 | Cádiz CF            | Camp Nou Municipal     | 17 de septiembre | 18:00 | 3.914  | Prieto Iglesias  | 5 | 0 |
| Real Valladolid  | 0 – 1 | UCAM Murcia         | José Zorrilla          | 17 de septiembre | 18:00 | 8.382  | González Fuertes | 4 | 0 |
| Real Zaragoza    | 2 – 0 | AD Alcorcón         | La Romareda            | 17 de septiembre | 20:00 | 16.052 | Ais Reig         | 6 | 0 |
| UD Almería       | 0 – 1 | CD Tenerife         | Juegos Mediterráneos   | 18 de septiembre | 12:00 | 7.950  | Cuadra Fernández | 6 | 0 |
| CD Mirandés      | 2 – 1 | Rayo Vallecano      | Anduva                 | 18 de septiembre | 16:00 | 3.562  | Arias López      | 2 | 0 |
| Getafe CF        | 2 – 1 | Real Oviedo         | Coliseum Alfonso Pérez | 18 de septiembre | 18:00 | 6.533  | Eiriz Mata       | 6 | 0 |
| Sevilla Atlético | 2 – 0 | SD Huesca           | Ramón Sánchez-Pizjuán  | 18 de septiembre | 18:00 | 3.203  | Valdés Aller     | 6 | 0 |
| RCD Mallorca     | 1 – 0 | Girona FC           | Iberostar Estadio      | 18 de septiembre | 20:00 | 8.696  | Pérez Montero    | 7 | 0 |

| AD Alcorcón         | 0 – 1 | Córdoba CF       | Santo Domingo             | 20 de septiembre | 20:00 | 2.442  | Arcediano Monescillo        | 4 | 0 |
| CD Lugo             | 1 – 0 | Real Valladolid  | Anxo Carro                | 20 de septiembre | 20:00 | 2.986  | Cordero Vega                | 7 | 0 |
| Nástic de Tarragona | 0 – 0 | Real Zaragoza    | Nou Estadi                | 20 de septiembre | 22:00 | 4.255  | Areces Franco               | 4 | 0 |
| Cádiz CD            | 1 – 0 | CD Numancia      | Ramón de Carranza         | 20 de septiembre | 22:00 | 11.474 | Díaz de Mera Escuderos      | 3 | 0 |
| Levante UD          | 1 – 0 | Sevilla Atlético | Ciudad de Valencia        | 21 de septiembre | 20:00 | 10.511 | Pizarro Gómez               | 6 | 0 |
| SD Huesca           | 0 – 3 | Elche CF         | El Alcoraz                | 21 de septiembre | 20:00 | 2.410  | Medié Jiménez               | 2 | 0 |
| UCAM Murcia         | 4 – 0 | UD Almería       | La Condomina              | 21 de septiembre | 22:00 | 2.985  | Pérez Pallas                | 7 | 0 |
| Girona FC           | 1 – 1 | CD Mirandés      | Montilivi                 | 22 de septiembre | 20:00 | 3.534  | Figueroa Vázquez            | 2 | 0 |
| Rayo Vallecano      | 2 – 0 | Getafe CF        | Campo de Vallecas         | 22 de septiembre | 20:00 | 9.015  | López Amaya                 | 5 | 0 |
| Real Oviedo         | 0 – 1 | CF Reus          | Carlos Tartiere           | 22 de septiembre | 20:00 | 11.389 | De la Fuente Ramos          | 5 | 0 |
| CD Tenerife         | 0 – 0 | RCD Mallorca     | Heliodoro Rodríguez López | 22 de septiembre | 22:00 | 8.019  | Gorostegui Fernández-Ortega | 4 | 0 |

| Sevilla Atlético | 1 – 1 | AD Alcorcón         | Sánchez-Pizjuán        | 24 de septiembre | 16:00 | 2.146  | Eiriz Mata       | 6 | 1 |
| Real Valladolid  | 1 – 2 | SD Huesca           | José Zorrilla          | 24 de septiembre | 18:00 | 7.991  | Prieto Iglesias  | 6 | 1 |
| Córdoba CF       | 2 – 0 | Nástic de Tarragona | Nuevo Arcángel         | 24 de septiembre | 18:00 | 13.615 | Valdés Aller     | 5 | 0 |
| UD Almería       | 0 – 0 | CD Lugo             | Juegos Mediterráneos   | 24 de septiembre | 18:00 | 6.899  | Ais Reig         | 6 | 0 |
| Elche CF         | 0 – 1 | Levante UD          | Manuel Martínez Valero | 24 de septiembre | 20:00 | 7.982  | Cuadra Fernández | 5 | 0 |
| Cádiz CF         | 0 – 2 | Real Oviedo         | Ramón de Carraza       | 25 de septiembre | 12:00 | 16.143 | Pulido Santana   | 4 | 2 |
| CD Mirandés      | 3 – 2 | CD Tenerife         | Anduva                 | 25 de septiembre | 16:00 | 3.093  | González Fuertes | 4 | 0 |
| RCD Mallorca     | 0 – 0 | UCAM Murcia         | Iberostar Estadio      | 25 de septiembre | 18:00 | 9.081  | Alberola Rojas   | 2 | 0 |
| CD Numancia      | 2 – 1 | Real Zaragoza       | Los Pajaritos          | 25 de septiembre | 18:00 | 4.571  | Pérez Montero    | 4 | 0 |
| Getafe CF        | 0 – 2 | Girona FC           | Coliseum Alfonso Pérez | 25 de septiembre | 18:00 | 5.175  | Arias López      | 3 | 1 |
| CF Reus          | 1 – 1 | Rayo Vallecano      | Camp Nou Municipal     | 25 de septiembre | 20:00 | 4.028  | Sagués Oscoz     | 6 | 0 |

| SD Huesca           | 2 – 0 | UD Almería       | El Alcoraz                | 1 de octubre | 16:00 | 2.538  | De la Fuente Ramos          | 5  | 0 |
| Nástic de Tarragona | 1 – 1 | Sevilla Atlético | Nou Estadi                | 1 de octubre | 18:00 | 5.206  | Arcediano Monescillo        | 11 | 0 |
| AD Alcorcón         | 1 – 0 | Elche CF         | Santo Domingo             | 1 de octubre | 18:00 | 2.684  | Díaz de Mera Escuderos      | 6  | 0 |
| CD Lugo             | 3 – 1 | RCD Mallorca     | Anxo Carro                | 1 de octubre | 18:00 | 3.875  | Areces Franco               | 2  | 0 |
| Real Zaragoza       | 1 – 1 | Córdoba CF       | La Romareda               | 1 de octubre | 19:30 | 17.222 | Pérez Pallas                | 8  | 0 |
| UCAM Murcia         | 2 – 2 | CD Mirandés      | La Condomina              | 2 de octubre | 12:00 | 3.523  | Gorostegui Fernández-Ortega | 1  | 0 |
| Girona FC           | 1 – 0 | CF Reus          | Montilivi                 | 2 de octubre | 16:00 | 4.954  | Pizarro Gómez               | 3  | 0 |
| Levante UD          | 3 – 2 | Real Valladolid  | Ciudad de Valencia        | 2 de octubre | 17:45 | 12.240 | Figueroa Vázquez            | 4  | 0 |
| CD Tenerife         | 0 – 0 | Getafe CF        | Heliodoro Rodríguez López | 2 de octubre | 18:00 | 9.053  | Medié Jiménez               | 5  | 1 |
| Real Oviedo         | 2 – 2 | CD Numancia      | Carlos Tartiere           | 2 de octubre | 18:00 | 13.801 | López Amaya                 | 6  | 0 |
| Rayo Vallecano      | 3 – 0 | Cádiz CF         | Campo de Vallecas         | 2 de octubre | 20:00 | 11.789 | Cordero Vega                | 2  | 0 |

| CF Reus          | 0 – 0 | CD Tenerife         | Camp Nou Municipal     | 8 de octubre | 16:00 | 3.966  | Ais Reig         | 4  | 0 |
| CD Numancia      | 1 – 1 | Córdoba CF          | Los Pajaritos          | 8 de octubre | 18:00 | 2.774  | Eiriz Mata       | 3  | 0 |
| Real Valladolid  | 2 – 0 | AD Alcorcón         | José Zorrilla          | 8 de octubre | 18:00 | 8.320  | Sagués Oscoz     | 4  | 0 |
| Elche CF         | 4 – 4 | Nástic de Tarragona | Manuel Martínez Valero | 8 de octubre | 18:00 | 6.907  | González Fuertes | 12 | 0 |
| Getafe CF        | 2 – 0 | UCAM Murcia         | Coliseum Alfonso Pérez | 8 de octubre | 18:00 | 4.890  | Prieto Iglesias  | 2  | 0 |
| Sevilla Atlético | 2 – 1 | Real Zaragoza       | Sánchez-Pizjuán        | 8 de octubre | 20:00 | 7.180  | Alberola Rojas   | 3  | 0 |
| Real Oviedo      | 2 – 0 | Rayo Vallecano      | Carlos Tartiere        | 9 de octubre | 12:00 | 14.124 | Valdés Aller     | 3  | 0 |
| CD Mirandés      | 2 – 2 | CD Lugo             | Anduva                 | 9 de octubre | 16:00 | 3.195  | Pérez Montero    | 2  | 0 |
| RCD Mallorca     | 3 – 0 | SD Huesca           | Iberostar Estadio      | 9 de octubre | 18:00 | 8.586  | Arias López      | 6  | 0 |
| UD Almería       | 2 – 2 | Levante UD          | Juegos Mediterráneos   | 9 de octubre | 18:00 | 7.308  | Pulido Santana   | 5  | 0 |
| Cádiz CF         | 0 – 0 | Girona FC           | Ramón de Carranza      | 9 de octubre | 18:00 | 12.907 | Cuadra Fernández | 4  | 0 |

| CD Lugo             | 0 – 1 | Getafe CF        | Anxo Carro                | 15 de octubre | 16:00 | 3.761  | De la Fuente Ramos          | 4  | 0 |
| Girona FC           | 0 – 0 | Real Oviedo      | Montilivi                 | 15 de octubre | 18:00 | 4.608  | Pérez Pallas                | 7  | 0 |
| SD Huesca           | 3 – 0 | CD Mirandés      | El Alcoraz                | 15 de octubre | 18:00 | 2.800  | Díaz de Mera Escuderos      | 5  | 0 |
| AD Alcorcón         | 0 – 0 | UD Almería       | Santo Domingo             | 15 de octubre | 18:00 | 2.276  | Gorostegui Fernández-Ortega | 11 | 0 |
| Levante UD          | 2 – 1 | RCD Mallorca     | Ciudad de Valencia        | 15 de octubre | 20:00 | 11.804 | Arcediano Monescillo        | 7  | 0 |
| Real Zaragoza       | 1 – 3 | Elche CF         | La Romareda               | 16 de octubre | 12:00 | 16.066 | Cordero Vega                | 3  | 0 |
| Córdoba CF          | 0 – 1 | Sevilla Atlético | Nuevo Arcángel            | 16 de octubre | 16:00 | 15.270 | Medié Jiménez               | 5  | 0 |
| UCAM Murcia         | 0 – 2 | CF Reus          | La Condomina              | 16 de octubre | 18:00 | 4.036  | Figueroa Vázquez            | 2  | 0 |
| Rayo Vallecano      | 3 – 3 | CD Numancia      | Campo de Vallecas         | 16 de octubre | 18:00 | 9.224  | Areces Franco               | 2  | 0 |
| Nástic de Tarragona | 1 – 2 | Real Valladolid  | Nou Estadi                | 16 de octubre | 18:00 | 5.087  | López Amaya                 | 7  | 0 |
| CD Tenerife         | 1 – 1 | Cádiz CF         | Heliodoro Rodríguez López | 16 de octubre | 20:00 | 8.425  | Pizarro Gómez               | 4  | 1 |

| Elche CF        | 1 – 1 | Córdoba CF          | Manuel Martínez Valero | 22 de octubre | 16:00 | 7.053  | Arias López      | 6  | 0 |
| CD Numancia     | 1 – 2 | Sevilla Atlético    | Los Pajaritos          | 22 de octubre | 18:00 | 2.638  | Cuadra Fernández | 1  | 0 |
| Getafe CF       | 1 – 1 | SD Huesca           | Coliseum Alfonso Pérez | 22 de octubre | 18:00 | 3.850  | Pérez Montero    | 8  | 0 |
| CF Reus         | 2 – 1 | CD Lugo             | Camp Nou Municipal     | 22 de octubre | 18:00 | 3.992  | Valdés Aller     | 3  | 0 |
| Rayo Vallecano  | 1 – 0 | Girona FC           | Campo de Vallecas      | 22 de octubre | 20:00 | 7.187  | Ais Reig         | 4  | 0 |
| RCD Mallorca    | 1 – 0 | AD Alcorcón         | Iberostar Estadio      | 23 de octubre | 12:00 | 7.884  | González Fuertes | 10 | 0 |
| Real Valladolid | 0 – 0 | Real Zaragoza       | José Zorrilla          | 23 de octubre | 12:00 | 8.324  | Pulido Santana   | 4  | 1 |
| UD Almería      | 3 – 0 | Nástic de Tarragona | Juegos Mediterráneos   | 23 de octubre | 16:00 | 7.072  | Sagués Oscoz     | 7  | 0 |
| CD Mirandés     | 0 – 3 | Levante UD          | Anduva                 | 23 de octubre | 18:00 | 3.288  | Prieto Iglesias  | 3  | 0 |
| Cádiz CF        | 2 – 2 | UCAM Murcia         | Ramón de Carranza      | 23 de octubre | 18:00 | 8.987  | Eiriz Mata       | 6  | 0 |
| Real Oviedo     | 2 – 0 | CD Tenerife         | Carlos Tartiere        | 23 de octubre | 20:00 | 13.161 | Alberola Rojas   | 4  | 0 |

| SD Huesca           | 2 – 1 | CF Reus         | El Alcoraz                | 29 de octubre | 16:00 | 2.974  | López Amaya                 | 4  | 0 |
| Real Zaragoza       | 2 – 1 | UD Almería      | La Romareda               | 29 de octubre | 18:00 | 15.184 | Díaz de Mera Escuderos      | 10 | 0 |
| CD Tenerife         | 3 – 2 | Rayo Vallecano  | Heliodoro Rodríguez López | 29 de octubre | 18:00 | 7.416  | Figueroa Vázquez            | 7  | 0 |
| Córdoba CF          | 1 – 1 | Real Valladolid | Nuevo Arcángel            | 29 de octubre | 20:00 | 13.227 | Gorostegui Fernández-Ortega | 3  | 0 |
| Sevilla Atlético    | 2 – 0 | Elche CF        | Sánchez-Pizjuán           | 30 de octubre | 12:00 | 11.815 | Areces Franco               | 4  | 0 |
| Girona FC           | 3 – 0 | CD Numancia     | Montilivi                 | 30 de octubre | 12:00 | 4.786  | Pulido Santana              | 6  | 0 |
| CD Lugo             | 0 – 1 | Cádiz CF        | Anxo Carro                | 30 de octubre | 16:00 | 4.645  | Medié Jiménez               | 5  | 0 |
| Nástic de Tarragona | 2 – 2 | RCD Mallorca    | Nou Estadi                | 30 de octubre | 18:00 | 5.731  | De la Fuente Ramos          | 9  | 1 |
| AD Alcorcón         | 1 – 0 | CD Mirandés     | Santo Domingo             | 30 de octubre | 18:00 | 2.508  | Pérez Pallas                | 6  | 0 |
| UCAM Murcia         | 0 – 1 | Real Oviedo     | La Condomina              | 30 de octubre | 18:00 | 4.413  | Arcediano Monescillo        | 3  | 0 |
| Levante UD          | 1 – 1 | Getafe CF       | Ciudad de Valencia        | 30 de octubre | 20:00 | 12.766 | Cordero Vega                | 4  | 0 |

| Cádiz CF        | 1 – 0 | SD Huesca           | Ramón de Carranza      | 5 de noviembre | 16:00 | 10.821 | Ais Reig         | 5 | 0 |
| Real Valladolid | 2 – 0 | Sevilla Atlético    | José Zorrilla          | 5 de noviembre | 18:00 | 7.693  | Arias López      | 5 | 0 |
| Rayo Vallecano  | 0 – 1 | UCAM Murcia         | Campo de Vallecas      | 5 de noviembre | 18:00 | 6.772  | Pérez Montero    | 2 | 0 |
| Girona FC       | 1 – 1 | CD Tenerife         | Montilivi              | 5 de noviembre | 18:00 | 4.452  | Sagués Oscoz     | 5 | 0 |
| RCD Mallorca    | 2 – 2 | Real Zaragoza       | Iberostar Estadio      | 5 de noviembre | 20:00 | 8.187  | Pizarro Gómez    | 3 | 0 |
| CD Mirandés     | 0 – 1 | Nástic de Tarragona | Anduva                 | 6 de noviembre | 12:00 | 2.962  | Cuadra Fernández | 7 | 0 |
| CD Numancia     | 2 – 2 | Elche CF            | Los Pajaritos          | 6 de noviembre | 16:00 | 2.386  | Alberola Rojas   | 7 | 0 |
| UD Almería      | 3 – 1 | Córdoba CF          | Juegos Mediterráneos   | 6 de noviembre | 18:00 | 8.017  | González Fuertes | 4 | 0 |
| Getafe CF       | 1 – 0 | AD Alcorcón         | Coliseum Alfonso Pérez | 6 de noviembre | 18:00 | 5.668  | Valdés Aller     | 4 | 1 |
| Real Oviedo     | 1 – 1 | CD Lugo             | Carlos Tartiere        | 6 de noviembre | 18:00 | 13.022 | Prieto Iglesias  | 4 | 0 |
| CF Reus         | 0 – 1 | Levante UD          | Camp Nou Municipal     | 6 de noviembre | 20:00 | 4.107  | Eiriz Mata       | 5 | 0 |

| Córdoba CF          | 0 – 2 | RCD Mallorca    | Nuevo Arcángel            | 11 de noviembre | 20:00 | 11.946 | Cordero Vega                | 4  | 0 |
| Elche CF            | 2 – 0 | Real Valladolid | Manuel Martínez Valero    | 12 de noviembre | 13:00 | 6.775  | Díaz de Mera Escuderos      | 6  | 0 |
| Nástic de Tarragona | 1 – 0 | Getafe CF       | Nou Estadi                | 12 de noviembre | 16:00 | 4.405  | Pulido Santana              | 5  | 0 |
| SD Huesca           | 4 – 0 | Real Oviedo     | El Alcoraz                | 12 de noviembre | 16:00 | 3.057  | Figueroa Vázquez            | 3  | 1 |
| CD Tenerife         | 1 – 1 | CD Numancia     | Heliodoro Rodríguez López | 12 de noviembre | 18:00 | 9.874  | Pérez Pallas                | 10 | 0 |
| AD Alcorcón         | 1 – 0 | CF Reus         | Santo Domingo             | 12 de noviembre | 18:00 | 2.365  | Areces Franco               | 5  | 0 |
| Levante UD          | 0 – 0 | Cádiz CF        | Ciudad de Valencia        | 12 de noviembre | 18:30 | 13.153 | Alberola Rojas              | 4  | 0 |
| CD Lugo             | 1 – 0 | Rayo Vallecano  | Anxo Carro                | 13 de noviembre | 12:00 | 4.579  | Gorostegui Fernández-Ortega | 4  | 1 |
| Sevilla Atlético    | 1 – 0 | UD Almería      | Sánchez-Pizjuán           | 13 de noviembre | 16:00 | 7.326  | Arcediano Monescillo        | 9  | 0 |
| UCAM Murcia         | 0 – 1 | Girona FC       | La Condomina              | 13 de noviembre | 18:00 | 4.157  | López Amaya                 | 6  | 0 |
| Real Zaragoza       | 2 – 0 | CD Miandés      | La Romareda               | 13 de noviembre | 20:00 | 15.645 | Medié Jiménez               | 2  | 0 |

| UD Almería     | 2 – 1 | Elche CF            | Juegos Mediterráneos      | 18 de noviembre | 20:00 | 6.793  | Valdés Aller       | 5 | 1 |
| CD Numancia    | 2 – 1 | Real Valladolid     | Los Pajaritos             | 19 de noviembre | 16:00 | 3.211  | Pizarro Gómez      | 6 | 0 |
| RCD Mallorca   | 2 – 2 | Sevilla Atlético    | Iberostar Estadio         | 19 de noviembre | 18:00 | 10.140 | Eiriz Mata         | 8 | 1 |
| Real Oviedo    | 2 – 0 | Levante UD          | Carlos Tartiere           | 19 de noviembre | 18:00 | 13.996 | Arias López        | 6 | 0 |
| Girona FC      | 3 – 1 | CD Lugo             | Montilivi                 | 19 de noviembre | 20:00 | 4.082  | González Fuertes   | 8 | 0 |
| CF Reus        | 1 – 0 | Nástic de Tarragona | Camp Nou Municipal        | 20 de noviembre | 12:00 | 4.193  | Cordero Vega       | 6 | 0 |
| Getafe CF      | 1 – 0 | Real Zaragoza       | Coliseum Alfonso Pérez    | 20 de noviembre | 16:00 | 4.836  | De la Fuente Ramos | 8 | 0 |
| Cádiz CF       | 4 – 1 | AD Alcorcón         | Ramón de Carranza         | 20 de noviembre | 18:00 | 11.794 | Prieto Iglesias    | 3 | 1 |
| Rayo Vallecano | 2 – 2 | SD Huesca           | Campo de Vallecas         | 20 de noviembre | 18:00 | 7.223  | Cuadra Fernández   | 8 | 0 |
| CD Tenerife    | 2 – 1 | UCAM Murcia         | Heliodoro Rodríguez López | 20 de noviembre | 18:00 | 8.895  | Ais Reig           | 4 | 0 |
| CD Mirandés    | 1 – 1 | Córdoba CF          | Anduva                    | 20 de noviembre | 20:00 | 2.494  | Areces Franco      | 4 | 0 |

| Nástic de Tarragona | 1 – 0 | Cádiz CF       | Nou Estadi             | 25 de noviembre | 20:00 | 5.180  | Valdés Aller                | 4  | 0 |
| CD Lugo             | 1 – 3 | CD Tenerife    | Anxo Carro             | 26 de noviembre | 16:00 | 3.096  | Arcediano Monescillo        | 7  | 0 |
| Real Valladolid     | 0 – 0 | UD Almería     | José Zorilla           | 26 de noviembre | 18:00 | 7.495  | Medié Jiménez               | 5  | 0 |
| UCAM Murcia         | 3 – 2 | CD Numancia    | La Condomina           | 26 de noviembre | 18:00 | 2.856  | Eiriz Mata                  | 10 | 2 |
| AD Alcorcón         | 5 – 1 | Real Oviedo    | Santo Domingo          | 26 de noviembre | 18:00 | 2.765  | Cuadra Fernández            | 4  | 0 |
| Real Zaragoza       | 2 – 2 | CF Reus        | La Romareda            | 26 de noviembre | 20:00 | 12.965 | Gorostegui Fernández-Ortega | 6  | 0 |
| Elche CF            | 1 – 0 | RCD Mallorca   | Manuel Martínez Valero | 27 de noviembre | 12:00 | 7.267  | López Amaya                 | 10 | 0 |
| SD Huesca           | 1 – 2 | Girona FC      | El Alcoraz             | 27 de noviembre | 16:00 | 3.381  | Pizarro Gómez               | 7  | 0 |
| Sevilla Atlético    | 1 – 0 | CD Mirandés    | Sánchez-Pizjuán        | 27 de noviembre | 18:00 | 2.513  | González Fuertes            | 5  | 0 |
| Córdoba CF          | 1 – 3 | Getafe CF      | Nuevo Arcángel         | 27 de noviembre | 18:00 | 10.946 | Ais Reig                    | 7  | 0 |
| Levante UD          | 1 – 0 | Rayo Vallecano | Ciudad de Valencia     | 14 de diciembre | 20:45 | 9.674  | Díaz de Mera Escuderos      | 6  | 0 |

| Getafe CF      | 2 – 0 | Sevilla Atlético    | Coliseum Alfonso Pérez    | 2 de diciembre | 20:00 | 6.474  | Gorostegui Fernández-Ortega | 6  | 0 |
| CD Numancia    | 1 – 0 | UD Almería          | Los Pajaritos             | 3 de diciembre | 18:15 | 2.771  | Prieto Iglesias             | 2  | 0 |
| CD Mirandés    | 1 – 0 | Elche CF            | Anduva                    | 3 de diciembre | 18:15 | 2.724  | Figueroa Vázquez            | 3  | 0 |
| UCAM Murcia    | 1 – 2 | CD Lugo             | La Condomina              | 3 de diciembre | 18:15 | 2.040  | Arias López                 | 2  | 0 |
| Cádiz CF       | 3 – 0 | Real Zaragoza       | Ramón de Carranza         | 3 de diciembre | 20:00 | 7.465  | Cordero Vega                | 3  | 0 |
| Rayo Vallecano | 2 – 0 | AD Alcorcón         | Campo de Vallecas         | 4 de diciembre | 12:00 | 7.432  | Pérez Pallas                | 6  | 0 |
| Girona FC      | 2 – 1 | Levante UD          | Montilivi                 | 4 de diciembre | 12:00 | 6.086  | De la Fuente Ramos          | 11 | 0 |
| Real Oviedo    | 1 – 0 | Nástic de Tarragona | Carlos Tartiere           | 4 de diciembre | 16:00 | 13.615 | Arcediano Monescillo        | 8  | 0 |
| RCD Mallorca   | 0 – 3 | Real Valladolid     | Iberostar Estadio         | 4 de diciembre | 18:00 | 9.768  | Areces Franco               | 2  | 0 |
| CD Tenerife    | 1 – 1 | SD Huesca           | Heliodoro Rodríguez López | 4 de diciembre | 18:00 | 9.725  | Alberola Rojas              | 8  | 0 |
| CF Reus        | 1 – 2 | Córdoba CF          | Camp Nou Municipal        | 4 de diciembre | 20:00 | 3.689  | Pulido Santana              | 2  | 0 |

| Sevilla Atlético    | 0 – 1 | CF Reus        | Sánchez-Pizjuán        | 9 de diciembre  | 20:00 | 3.758  | Díaz de Mera Escuderos | 7 | 0 |
| Nástic de Tarragona | 0 – 1 | Rayo Vallecano | Nou Estadi             | 10 de diciembre | 16:00 | 5.120  | González Fuertes       | 6 | 0 |
| Elche CF            | 2 – 2 | Getafe CF      | Manuel Martínez Valero | 10 de diciembre | 18:00 | 6.693  | Areces Franco          | 7 | 0 |
| SD Huesca           | 5 – 2 | UCAM Murcia    | El Alcoraz             | 10 de diciembre | 18:00 | 2.919  | Arcediano Monescillo   | 3 | 0 |
| Levante UD          | 1 – 0 | CD Tenerife    | Ciudad de Valencia     | 10 de diciembre | 20:00 | 12.054 | Eiriz Mata             | 3 | 0 |
| UD Almería          | 2 – 1 | RCD Mallorca   | Juegos Mediterráneos   | 11 de diciembre | 12:00 | 6.784  | Pérez Pallas           | 8 | 0 |
| Córdoba CF          | 1 – 3 | Cádiz CF       | Nuevo Arcángel         | 11 de diciembre | 16:00 | 15.600 | De la Fuente Ramos     | 6 | 0 |
| Real Valladolid     | 5 – 0 | CD Mirandés    | José Zorilla           | 11 de diciembre | 18:00 | 8.032  | Arias López            | 2 | 0 |
| AD Alcorcón         | 2 – 1 | Girona FC      | Santo Domingo          | 11 de diciembre | 18:00 | 2.446  | Figueroa Vázquez       | 7 | 0 |
| CD Lugo             | 3 – 1 | CD Numancia    | Anxo Carro             | 11 de diciembre | 18:00 | 3.243  | Alberola Rojas         | 2 | 0 |
| Real Zaragoza       | 2 – 1 | Real Oviedo    | La Romareda            | 11 de diciembre | 20:00 | 13.350 | Prieto Iglesias        | 3 | 1 |

| CF Reus        | 0 – 1 | Elche CF            | Camp Nou Municipal        | 16 de diciembre | 20:00 | 2.058  | González Fuertes            | 5  | 0 |
| Getafe CF      | 3 – 1 | Real Valladolid     | Coliseum Alfonso Pérez    | 17 de diciembre | 16:00 | 5.327  | Pérez Pallas                | 10 | 0 |
| Real Oviedo    | 1 – 2 | Córdoba CF          | Carlos Tartiere           | 17 de diciembre | 18:00 | 12.414 | Gorostegui Fernández-Ortega | 6  | 0 |
| CD Tenerife    | 2 – 0 | AD Alcorcón         | Heliodoro Rodríguez López | 17 de diciembre | 18:00 | 6.652  | Cordero Vega                | 5  | 1 |
| CD Lugo        | 1 – 1 | SD Huesca           | Anxo Carro                | 17 de diciembre | 18:00 | 4.033  | Pulido Santana              | 3  | 0 |
| Girona FC      | 4 – 2 | Nástic de Tarragona | Montilivi                 | 17 de diciembre | 20:00 | 4.571  | López Amaya                 | 6  | 1 |
| CD Numancia    | 3 – 1 | RCD Mallorca        | Los Pajaritos             | 18 de diciembre | 18:00 | 2.703  | Medié Jiménez               | 8  | 1 |
| CD Mirandés    | 2 – 1 | UD Almería          | Anduva                    | 18 de diciembre | 18:00 | 3.087  | Pizarro Gómez               | 6  | 0 |
| Rayo Vallecano | 1 – 2 | Real Zaragoza       | Campo de Vallecas         | 18 de diciembre | 18:00 | 8.573  | Arias López                 | 4  | 0 |
| Cádiz CF       | 4 – 1 | Sevilla Atlético    | Ramón de Carranza         | 18 de diciembre | 20:00 | 13.968 | Arcediano Monescillo        | 4  | 0 |
| UCAM Murcia    | 0 – 2 | Levante UD          | La Condomina              | 11 de enero     | 20:00 | 3.522  | Figueroa Vázquez            | 2  | 0 |

| UD Almería          | 0 – 1 | Getafe CF      | Juegos Mediterráneos    | 6 de enero | 16:00 | 6.552  | Eiriz Mata                  | 4 | 0 |
| Real Valladolid     | 1 – 0 | CF Reus        | José Zorrilla           | 6 de enero | 16:00 | 4.571  | Alberola Rojas              | 1 | 0 |
| RCD Mallorca        | 2 – 0 | CD Mirandés    | Iberostar Estadio       | 6 de enero | 18:00 | 7.739  | Sagués Oscoz                | 3 | 0 |
| CD Numancia         | 0 – 0 | SD Huesca      | Los Pajaritos           | 6 de enero | 18:00 | 3.070  | Díaz de Mera Escuderos      | 8 | 0 |
| Levante UD          | 1 – 0 | CD Lugo        | Ciudad de Valencia      | 7 de enero | 18:00 | 11.981 | Gorostegui Fernández-Ortega | 5 | 0 |
| Córdoba CF          | 0 – 0 | Rayo Vallecano | Nuevo Arcángel          | 7 de enero | 20:00 | 12.622 | Arcediano Monescillo        | 4 | 0 |
| AD Alcorcón         | 0 – 0 | UCAM Murcia    | Santo Domingo           | 8 de enero | 12:00 | 2.245  | De la Fuente Ramos          | 5 | 0 |
| Nástic de Tarragona | 1 – 1 | CD Tenerife    | Nou Estadi              | 8 de enero | 16:00 | 7.321  | Figueroa Vázquez            | 9 | 0 |
| Elche CF            | 2 – 3 | Cádiz CF       | Manuerl Martínez Valero | 8 de enero | 18:00 | 8.703  | Prieto Iglesias             | 5 | 1 |
| Real Zaragoza       | 0 – 2 | Girona FC      | La Romareda             | 8 de enero | 18:00 | 18.500 | Areces Franco               | 3 | 0 |
| Sevilla Atlético    | 5 – 3 | Real Oviedo    | Sánchez-Pizjuán         | 8 de enero | 20:00 | 2.776  | Pizarro Gómez               | 6 | 0 |

| Cádiz CF       | 0 – 1                                                                                                   | Real Valladolid     | Ramón de Carranza         | 13 de enero | 20:00 | 13.625 | Medié Jiménez    | 6 | 0 |
| Rayo Vallecano | 1 – 1                                                                                                   | Sevilla Atlético    | Campo de Vallecas         | 14 de enero | 16:00 | 7.846  | Valdés Aller     | 4 | 0 |
| Real Oviedo    | 2 – 1                                                                                                   | Elche CF            | Carlos Tartiere           | 14 de enero | 18:00 | 11.975 | Pérez Pallas     | 4 | 0 |
| CD Mirandés    | 0 – 3                                                                                                   | CD Numancia         | Anduva                    | 14 de enero | 18:00 | 2.795  | González Fuertes | 5 | 0 |
| UCAM Murcia    | 1 – 1                                                                                                   | Nástic de Tarragona | La Condomina              | 14 de enero | 18:00 | 3.421  | Pulido Santana   | 5 | 1 |
| CD Tenerife    | 1 – 0                                                                                                   | Real Zaragoza       | Heliodoro Rodríguez López | 14 de enero | 20:00 | 9.148  | López Amaya      | 3 | 0 |
| Getafe CF      | 1 – 1                                                                                                   | RCD Mallorca        | Coliseum Alfonso Pérez    | 15 de enero | 12:00 | 7.919  | Ais Reig         | 5 | 0 |
| CF Reus        | 1 – 0 (enlace roto disponible en Internet Archive; véase el historial, la primera versión y la última). | UD Almería          | Camp Nou Municipal        | 15 de enero | 16:00 | 3.587  | Arias López      | 5 | 0 |
| SD Huesca      | 0 – 2                                                                                                   | Levante UD          | El Alcoraz                | 15 de enero | 18:00 | 3.149  | Areces Franco    | 8 | 0 |
| CD Lugo        | 1 – 0                                                                                                   | AD Alcorcón         | Anxo Carro                | 15 de enero | 18:00 | 3.076  | Pérez Montero    | 4 | 0 |
| Girona FC      | 2 – 0                                                                                                   | Córdoba CF          | Montilivi                 | 15 de enero | 20:00 | 3.826  | Cordero Vega     | 6 | 0 |

### Segunda vuelta
| Real Oviedo    | 1 – 0                                                                                                   | Real Valladolid     | Carlos Tartiere        | 21 de enero | 16:00 | 14.306 | Eiriz Mata                  | 5  | 0 |
| SD Huesca      | 0 – 1                                                                                                   | AD Alcorcón         | El Alcoraz             | 21 de enero | 18:00 | 2.598  | Gorostegui Fernández-Ortega | 11 | 0 |
| CD Lugo        | 2 – 3                                                                                                   | Nástic de Tarragona | Anxo Carro             | 21 de enero | 18:00 | 3.084  | Pizarro Gómez               | 6  | 0 |
| Rayo Vallecano | 1 – 1                                                                                                   | Elche CF            | Campo de Vallecas      | 21 de enero | 18:00 | 7.298  | Díaz de Mera Escuderos      | 7  | 0 |
| CD Tenerife    | 2 – 0                                                                                                   | Córdoba CF          | Heliodoro Rodríguez    | 21 de enero | 18:00 | 11.462 | Sagués Oscoz                | 4  | 0 |
| UCAM Murcia    | 1 – 0                                                                                                   | Real Zaragoza       | La Condomina           | 21 de enero | 20:00 | 2.737  | Ais Reig                    | 5  | 0 |
| Levante UD     | 1 – 0                                                                                                   | CD Numancia         | Ciudad de Valencia     | 22 de enero | 12:00 | 10.814 | Prieto Iglesias             | 3  | 0 |
| CF Reus        | 1 – 1 (enlace roto disponible en Internet Archive; véase el historial, la primera versión y la última). | RCD Mallorca        | Camp Nou Municipal     | 22 de enero | 16:00 | 3.863  | Pérez Montero               | 4  | 1 |
| Getafe CF      | 1 – 1                                                                                                   | CD Mirandés         | Coliseum Alfonso Pérez | 22 de enero | 18:00 | 5.870  | Figueroa Vázquez            | 5  | 0 |
| Girona FC      | 2 – 0                                                                                                   | Sevilla Atlético    | Montilivi              | 22 de enero | 18:00 | 2.528  | Alberola Rojas              | 1  | 0 |
| Cádiz CF       | 1 – 0                                                                                                   | UD Almería          | Ramón de Carranza      | 22 de enero | 20:00 | 10.890 | González Fuertes            | 9  | 0 |

| Elche CF            | 1 – 0 | Girona FC      | Manuel Martínez Valero | 27 de enero | 20:00 | 5.766  | Valdés Aller         | 3 | 0 |
| Sevilla Atlético    | 0 – 0 | CD Tenerife    | Ramón Sánchez-Pizjuán  | 28 de enero | 16:00 | 3.627  | Prieto Iglesias      | 3 | 0 |
| AD Alcorcón         | 2 – 0 | Levante UD     | Santo Domingo          | 28 de enero | 18:00 | 2.567  | Pérez Pallas         | 4 | 1 |
| Nástic de Tarragona | 0 – 0 | SD Huesca      | Nou Estadi             | 28 de enero | 18:00 | 5.612  | Eiriz Mata           | 4 | 0 |
| CD Mirandés         | 1 – 1 | CF Reus        | Anduva                 | 28 de enero | 18:00 | 3.123  | Pulido Santana       | 0 | 0 |
| Real Valladolid     | 2 – 1 | Rayo Vallecano | José Zorrilla          | 28 de enero | 20:00 | 8.406  | López Amaya          | 4 | 0 |
| CD Numancia         | 2 – 0 | Getafe CF      | Los Pajaritos          | 29 de enero | 12:00 | 2.967  | Arcediano Monescillo | 4 | 1 |
| Córdoba CF          | 1 – 1 | UCAM Murcia    | Nuevo Arcángel         | 29 de enero | 16:00 | 10.906 | Areces Franco        | 5 | 1 |
| UD Almería          | 3 – 0 | Real Oviedo    | Juegos Mediterráneos   | 29 de enero | 18:00 | 7.123  | Medié Jiménez        | 5 | 0 |
| RCD Mallorca        | 0 – 0 | Cádiz CF       | Iberostar Estadio      | 29 de enero | 18:00 | 9.961  | Cordero Vega         | 5 | 0 |
| Real Zaragoza       | 1 – 1 | CD Lugo        | La Romareda            | 29 de enero | 20:00 | 13.955 | De la Fuente Ramos   | 4 | 0 |

| UCAM Murcia    | 1 – 0 | Sevilla Atlético    | La Condomina        | 3 de febrero | 20:00 | 3.326  | Sagués Oscoz                | 5  | 0 |
| AD Alcorcón    | 2 – 3 | CD Numancia         | Santo Domingo       | 4 de febrero | 16:00 | 2.110  | Ais Reig                    | 6  | 0 |
| CD Lugo        | 1 – 0 | Córdoba CF          | Anxo Carro          | 4 de febrero | 18:00 | 2.423  | Prieto Iglesias             | 3  | 0 |
| CD Tenerife    | 2 – 0 | Elche CF            | Heliodoro Rodríguez | 4 de febrero | 18:00 | 14.376 | Pérez Montero               | 4  | 1 |
| Cádiz CF       | 2 – 1 | CD Mirandés         | Ramón de Carranza   | 4 de febrero | 18:00 | 16.000 | Areces Franco               | 2  | 0 |
| SD Huesca      | 2 – 3 | Real Zaragoza       | El Alcoraz          | 4 de febrero | 20:00 | 4.203  | González Fuertes            | 5  | 0 |
| Real Oviedo    | 2 – 1 | RCD Mallorca        | Carlos Tartiere     | 5 de febrero | 12:00 | 11.933 | Pulido Santana              | 6  | 0 |
| Rayo Vallecano | 1 – 0 | UD Almería          | Campo de Vallecas   | 5 de febrero | 16:00 | 7.816  | Alberola Rojas              | 1  | 0 |
| Levante UD     | 2 – 1 | Nástic de Tarragona | Ciudad de Valencia  | 5 de febrero | 18:00 | 11.542 | Valdés Aller                | 4  | 0 |
| CF Reus        | 1 – 1 | Getafe CF           | Camp Nou Municipal  | 5 de febrero | 18:00 | 3.376  | Gorostegui Fernández-Ortega | 13 | 0 |
| Girona FC      | 2 – 1 | Real Valladolid     | Montilivi           | 5 de febrero | 20:00 | 5.171  | Figueroa Vázquez            | 2  | 0 |

| Sevilla Atlético    | 1 – 1 | CD Lugo        | Ramón Sánchez-Pizjuán               | 10 de febrero | 20:00 | 1.646  | Medié Jiménez        | 4 | 0 |
| UD Almería          | 0 – 0 | Girona FC      | Estadio de los Juegos Mediterráneos | 11 de febrero | 16:00 | 7.069  | Arcediano Monescillo | 7 | 0 |
| Real Zaragoza       | 0 – 1 | Levante UD     | La Romareda                         | 11 de febrero | 18:00 | 16.595 | Eiriz Mata           | 4 | 0 |
| Nástic de Tarragona | 1 – 1 | AD Alcorcón    | Nou Estadi                          | 11 de febrero | 18:00 | 3.988  | López Amaya          | 5 | 0 |
| Getafe CF           | 3 – 2 | Cádiz CF       | Coliseo Alfonso Pérez               | 11 de febrero | 20:00 | 5.805  | Pulido Santana       | 7 | 0 |
| Córdoba CF          | 0 – 2 | SD Huesca      | Nuevo Arcángel                      | 12 de febrero | 12:00 | 8.552  | Pérez Pallas         | 6 | 1 |
| Real Valladolid     | 0 – 0 | CD Tenerife    | José Zorrilla                       | 12 de febrero | 16:00 | 8.192  | Pizarro Gómez        | 7 | 0 |
| CD Numancia         | 1 – 0 | CF Reus        | Los Pajaritos                       | 12 de febrero | 18:00 | 2.722  | Cordero Vega         | 4 | 0 |
| Elche CF            | 1 – 1 | UCAM Murcia    | Manuel Martínez Valero              | 12 de febrero | 18:00 | 8.488  | Figueroa Vázquez     | 7 | 0 |
| CD Mirandés         | 0 – 2 | Real Oviedo    | Anduva                              | 12 de febrero | 18:00 | 4.129  | Sagués Oscoz         | 6 | 0 |
| RCD Mallorca        | 2 – 1 | Rayo Vallecano | Iberostar Estadio                   | 12 de febrero | 20:00 | 7.686  | de la Fuente Ramos   | 4 | 0 |

| CD Lugo             | 1 – 2 | Elche CF         | Anxo Carro                | 17 de febrero | 20:00 | 4.382  | Sagués Oscoz       | 5 | 0 |
| UCAM Murcia         | 1 – 3 | Real Valladolid  | La Condomina              | 18 de febrero | 16:00 | 4.106  | Alberola Rojas     | 0 | 1 |
| CD Tenerife         | 1 – 0 | UD Almería       | Heliodoro Rodríguez López | 18 de febrero | 18:00 | 12.134 | Valdés Aller       | 7 | 0 |
| Levante UD          | 3 – 1 | Córdoba CF       | Ciudad de Valencia        | 18 de febrero | 18:00 | 11.940 | de la Fuente Ramos | 3 | 0 |
| Nástic de Tarragona | 2 – 0 | CD Numancia      | Nou Estadi                | 18 de febrero | 18:00 | 5.577  | Arias López        | 3 | 0 |
| Girona FC           | 1 – 0 | RCD Mallorca     | Montilivi                 | 18 de febrero | 20:00 | 5.618  | Díaz de Mera       | 7 | 0 |
| SD Huesca           | 2 – 1 | Sevilla Atlético | El Alcoraz                | 19 de febrero | 12:00 | 3.382  | Ais Reig           | 6 | 0 |
| Cádiz CF            | 0 – 0 | CF Reus          | Ramón de Carranza         | 19 de febrero | 16:00 | 12.179 | Prieto Iglesias    | 5 | 0 |
| Rayo Vallecano      | 1 – 2 | CD Mirandés      | Campo de Vallecas         | 19 de febrero | 18:00 | 8.632  | González Fuertes   | 7 | 0 |
| Real Oviedo         | 2 – 1 | Getafe CF        | Carlos Tartiere           | 19 de febrero | 18:00 | 17.623 | Pérez Montero      | 3 | 0 |
| AD Alcorcón         | 1 – 1 | Real Zaragoza    | Santo Domingo             | 19 de febrero | 20:00 | 2.933  | Medié Jiménez      | 2 | 0 |

| CF Reus          | 1 – 1 | Real Oviedo         | Camp Nou Municipal     | 24 de febrero | 20:00 | 4.098  | Arcediano Monescillo        | 4  | 0 |
| Córdoba CF       | 1 – 0 | AD Alcorcón         | Nuevo Arcángel         | 25 de febrero | 16:00 | 11.736 | Pulido Santana              | 5  | 0 |
| CD Mirandés      | 0 – 2 | Girona FC           | Anduva                 | 25 de febrero | 18:00 | 3.228  | López Amaya                 | 5  | 0 |
| RCD Mallorca     | 1 – 4 | CD Tenerife         | Iberostar Estadio      | 25 de febrero | 18:00 | 8.237  | Pérez Pallas                | 2  | 0 |
| Elche CF         | 1 – 1 | SD Huesca           | Manuel Martínez Valero | 25 de febrero | 18:00 | 8.128  | Pizarro Gómez               | 4  | 0 |
| Getafe CF        | 1 – 0 | Rayo Vallecano      | Coliseo Alfonso Pérez  | 25 de febrero | 20:00 | 6.829  | Eiriz Mata                  | 6  | 0 |
| CD Numancia      | 0 – 3 | Cádiz CF            | Los Pajaritos          | 26 de febrero | 12:00 | 2.886  | González Fuertes            | 3  | 1 |
| UD Almería       | 2 – 3 | UCAM Murcia         | Juegos Mediterráneos   | 26 de febrero | 16:00 | 5.949  | Gorostegui Fernández-Ortega | 6  | 0 |
| Real Valladolid  | 1 – 1 | CD Lugo             | José Zorrilla          | 26 de febrero | 18:00 | 8.899  | Areces Franco               | 4  | 0 |
| Sevilla Atlético | 1 – 1 | Levante UD          | Ramón Sánchez-Pizjuán  | 26 de febrero | 18:00 | 2.930  | Cordero Vega                | 10 | 0 |
| Real Zaragoza    | 1 – 2 | Nástic de Tarragona | La Romareda            | 26 de febrero | 20:00 | 15.277 | Figueroa Vázquez            | 5  | 0 |

| CD Tenerife         | 1 – 1 | CD Mirandés      | Heliodoro Rodríguez López | 3 de marzo | 21:00 | 15.506 | Eiriz Mata         | 10 | 0 |
| AD Alcorcón         | 0 – 0 | Sevilla Atlético | Santo Domingo             | 4 de marzo | 16:00 | 2.148  | González Fuertes   | 4  | 0 |
| Rayo Vallecano      | 0 – 0 | CF Reus          | Campo de Vallecas         | 4 de marzo | 18:00 | 7.671  | Sagués Oscoz       | 5  | 0 |
| Girona FC           | 5 – 1 | Getafe CF        | Montilivi                 | 4 de marzo | 18:00 | 7.360  | Valdés Aller       | 8  | 0 |
| Real Oviedo         | 2 – 1 | Cádiz CF         | Carlos Tartiere           | 4 de marzo | 20:00 | 18.946 | Díaz de Mera       | 4  | 0 |
| UCAM Murcia         | 1 – 1 | RCD Mallorca     | La Condomina              | 5 de marzo | 12:00 | 4.060  | Prieto Iglesias    | 5  | 0 |
| SD Huesca           | 1 – 0 | Real Valladolid  | El Alcoraz                | 5 de marzo | 16:00 | 3.139  | Pérez Montero      | 5  | 0 |
| CD Lugo             | 1 – 2 | UD Almería       | Anxo Carro                | 5 de marzo | 18:00 | 3.168  | de la Fuente Ramos | 9  | 0 |
| Levante UD          | 2 – 1 | Elche CF         | Ciudad de Valencia        | 5 de marzo | 18:00 | 12.437 | Arias López        | 6  | 0 |
| Nástic de Tarragona | 2 – 1 | Córdoba CF       | Nou Estadi                | 5 de marzo | 18:00 | 6.984  | Ais Reig           | 6  | 1 |
| Real Zaragoza       | 3 – 0 | CD Numancia      | La Romareda               | 5 de marzo | 20:00 | 14.793 | Pizarro Gómez      | 2  | 0 |

| Elche CF         | 0 – 0 | AD Alcorcón         | Manuel Martínez Valero | 10 de marzo | 20:00 | 7.556  | Arcediano Monescillo        | 5 | 0 |
| RCD Mallorca     | 1 – 1 | CD Lugo             | Iberostar Estadio      | 11 de marzo | 16:00 | 7.660  | Pulido Santana              | 6 | 0 |
| CD Numancia      | 0 – 0 | Real Oviedo         | Los Pajaritos          | 11 de marzo | 18:00 | 3.770  | López Amaya                 | 4 | 0 |
| CD Mirandés      | 1 – 1 | UCAM Murcia         | Anduva                 | 11 de marzo | 18:00 | 3.201  | Pérez Pallas                | 3 | 0 |
| Real Valladolid  | 0 – 4 | Levante UD          | José Zorrilla          | 11 de marzo | 18:00 | 8.563  | Medié Jiménez               | 2 | 0 |
| Córdoba CF       | 2 – 1 | Real Zaragoza       | Nuevo Arcángel         | 11 de marzo | 20:30 | 11.010 | Gorostegui Fernández-Ortega | 5 | 0 |
| UD Almería       | 0 – 0 | SD Huesca           | Juegos Mediterráneos   | 12 de marzo | 12:00 | 7.185  | Cordero Vega                | 4 | 0 |
| Sevilla Atlético | 2 – 2 | Nástic de Tarragona | Ramón Sánchez-Pizjuán  | 12 de marzo | 16:00 | 2003   | Alberola Rojas              | 3 | 0 |
| Cádiz CF         | 1 – 0 | Rayo Vallecano      | Ramón de Carranza      | 12 de marzo | 18:00 | 14.822 | Valdés Aller                | 2 | 0 |
| CF Reus          | 1 – 2 | Girona FC           | Camp Nou Municipal     | 12 de marzo | 18:00 | 4.179  | Figueroa Vázquez            | 9 | 0 |
| Getafe CF        | 2 – 2 | CD Tenerife         | Coliseo Alfonso Pérez  | 12 de marzo | 20:30 | 5.942  | Areces Franco               | 9 | 1 |

| Nástic de Tarragona | 1 – 3 | Elche CF         | Nou Estadi                | 17 de marzo | 20:00 | 6.109  | Prieto Iglesias      | 3 | 0 |
| Córdoba CF          | 0 – 0 | CD Numancia      | Nuevo Arcángel            | 18 de marzo | 16:00 | 11.246 | Díaz de Mera         | 5 | 0 |
| UCAM Murcia         | 2 – 0 | Getafe CF        | La Condomina              | 18 de marzo | 18:00 | 4.050  | Figueroa Vázquez     | 5 | 0 |
| CD Lugo             | 2 – 1 | CD Mirandés      | Anxo Carro                | 18 de marzo | 18:00 | 3.687  | Ais Reig             | 2 | 0 |
| SD Huesca           | 2 – 1 | RCD Mallorca     | El Alcoraz                | 18 de marzo | 18:00 | 3.268  | Arias López          | 9 | 0 |
| Real Zaragoza       | 1 – 2 | Sevilla Atlético | La Romareda               | 18 de marzo | 20:30 | 15.459 | Pulido Santana       | 9 | 0 |
| Levante UD          | 1 – 0 | UD Almería       | Ciudad de Valencia        | 19 de marzo | 12:00 | 10.504 | Pérez Pallas         | 8 | 0 |
| AD Alcorcón         | 1 – 2 | Real Valladolid  | Santo Domingo             | 19 de marzo | 16:00 | 2.502  | Cordero Vega         | 4 | 0 |
| CD Tenerife         | 0 – 1 | CF Reus          | Heliodoro Rodríguez López | 19 de marzo | 17:00 | 12.107 | González Fuertes     | 4 | 0 |
| Girona FC           | 1 – 2 | Cádiz CF         | Montilivi                 | 19 de marzo | 18:00 | 8.308  | Arcediano Monescillo | 4 | 0 |
| Rayo Vallecano      | 2 – 0 | Real Oviedo      | Campo de Vallecas         | 19 de marzo | 20:30 | 8.151  | de la Fuente Ramos   | 6 | 0 |

| Real Valladolid  | 1 – 2 | Nástic de Tarragona | José Zorrilla          | 25 de marzo | 16:00 | 7.289  | Eiriz Mata                  | 5 | 0 |
| CD Numancia      | 0 – 0 | Rayo Vallecano      | Los Pajaritos          | 25 de marzo | 18:00 | 3.280  | Areces Franco               | 4 | 0 |
| UD Almería       | 3 – 1 | AD Alcorcón         | Juegos Mediterráneos   | 25 de marzo | 18:00 | 6.419  | Díaz de Mera                | 7 | 0 |
| RCD Mallorca     | 1 – 1 | Levante UD          | Iberostar Estadio      | 25 de marzo | 20:30 | 7.153  | López Amaya                 | 6 | 0 |
| Real Oviedo      | 2 – 0 | Girona FC           | Carlos Tartiere        | 25 de marzo | 20:45 | 16.048 | Alberola Rojas              | 6 | 0 |
| Getafe CF        | 2 – 0 | CD Lugo             | Coliseo Alfonso Pérez  | 26 de marzo | 12:00 | 5.680  | Pérez Montero               | 5 | 1 |
| Cádiz CF         | 0 – 1 | CD Tenerife         | Ramón de Carranza      | 26 de marzo | 16:00 | 15.056 | Gorostegui Fernández-Ortega | 8 | 0 |
| CF Reus          | 0 – 0 | UCAM Murcia         | Camp Nou Municipal     | 26 de marzo | 18:00 | 4.129  | Pizarro Gómez               | 6 | 0 |
| CD Mirandés      | 1 – 3 | SD Huesca           | Anduva                 | 26 de marzo | 18:00 | 3.092  | Medié Jiménez               | 4 | 0 |
| Sevilla Atlético | 1 – 0 | Córdoba CF          | Ramón Sánchez-Pizjuán  | 26 de marzo | 18:00 | 5.512  | Valdés Aller                | 3 | 0 |
| Elche CF         | 0 – 3 | Real Zaragoza       | Manuel Martínez Valero | 26 de marzo | 20:30 | 8.215  | Sagués Oscoz                | 2 | 0 |

| AD Alcorcón         | 1 – 0 | RCD Mallorca    | Santo Domingo             | 31 de marzo | 20:00 | 3.549  | Valdés Aller                | 3 | 0 |
| Levante UD          | 2 – 1 | CD Mirandés     | Ciudad de Valencia        | 1 de abril  | 16:00 | 12.320 | Cuadra Fernández            | 5 | 1 |
| UCAM Murcia         | 1 – 1 | Cádiz CF        | La Condomina              | 1 de abril  | 18:00 | 5.530  | Medié Jiménez               | 2 | 0 |
| SD Huesca           | 0 – 0 | Getafe CF       | El Alcoraz                | 1 de abril  | 18:00 | 4.312  | Díaz de Mera                | 7 | 0 |
| Girona FC           | 1 – 3 | Rayo Vallecano  | Montilivi                 | 1 de abril  | 20:30 | 6.887  | Prieto Iglesias             | 5 | 0 |
| Nástic de Tarragona | 0 – 1 | UD Almería      | Nou Estadi                | 2 de abril  | 12:00 | 8.327  | Gorostegui Fernández-Ortega | 6 | 0 |
| CD Lugo             | 1 – 0 | CF Reus         | Anxo Carro                | 2 de abril  | 16:00 | 3.562  | Arias López                 | 2 | 0 |
| CD Tenerife         | 1 – 0 | Real Oviedo     | Heliodoro Rodríguez López | 2 de abril  | 18:00 | 17.353 | Pérez Pallas                | 9 | 0 |
| Córdoba CF          | 1 – 0 | Elche CF        | Nuevo Arcángel            | 2 de abril  | 18:00 | 10.236 | Pizarro Gómez               | 8 | 0 |
| Real Zaragoza       | 1 – 1 | Real Valladolid | La Romareda               | 2 de abril  | 20:30 | 15.222 | López Amaya                 | 5 | 0 |
| Sevilla Atlético    | 1 – 1 | CD Numancia     | Ramón Sánchez-Pizjuán     | 3 de abril  | 20:00 | 2.603  | Sagués Oscoz                | 1 | 0 |

| CD Mirandés     | 2 – 0 | AD Alcorcón         | Anduva                 | 7 de abril | 20:00 | 3.213  | Figueroa Vázquez     | 3 | 0 |
| RCD Mallorca    | 0 – 0 | Nástic de Tarragona | Iberostar Estadio      | 8 de abril | 16:00 | 9.842  | Pérez Montero        | 6 | 0 |
| Cádiz CF        | 1 – 1 | CD Lugo             | Ramón de Carranza      | 8 de abril | 18:00 | 12.848 | Alberola Rojas       | 1 | 1 |
| Getafe CF       | 2 – 0 | Levante UD          | Coliseo Alfonso Pérez  | 8 de abril | 18:00 | 5.617  | Arcediano Monescillo | 4 | 0 |
| Rayo Vallecano  | 1 – 1 | CD Tenerife         | Campo de Vallecas      | 8 de abril | 20:30 | 9.374  | Eiriz Mata           | 4 | 0 |
| Real Valladolid | 2 – 1 | Córdoba CF          | José Zorrilla          | 9 de abril | 12:00 | 6.690  | González Fuertes     | 2 | 0 |
| Elche CF        | 3 – 2 | Sevilla Atlético    | Manuel Martínez Valero | 9 de abril | 16:00 | 5.432  | Cordero Vega         | 6 | 0 |
| CD Numancia     | 0 – 2 | Girona FC           | Los Pajaritos          | 9 de abril | 18:00 | 2.977  | Pulido Santana       | 5 | 0 |
| Real Oviedo     | 2 – 0 | UCAM Murcia         | Carlos Tartiere        | 9 de abril | 18:00 | 14.795 | Ais Reig             | 6 | 0 |
| CF Reus         | 0 – 1 | SD Huesca           | Camp Nou Municipal     | 9 de abril | 18:00 | 4.098  | de la Fuente Ramos   | 6 | 0 |
| UD Almería      | 2 – 2 | Real Zaragoza       | Juegos Mediterráneos   | 9 de abril | 20:30 | 7.585  | Areces Franco        | 5 | 0 |

| Elche CF            | 1 – 3 | CD Numancia     | Manuel Martínez Valero    | 15 de abril | 16:00 | 5.745  | Medié Jiménez               | 6  | 0 |
| CD Tenerife         | 3 – 3 | Girona FC       | Heliodoro Rodríguez López | 15 de abril | 18:00 | 19.395 | Díaz de Mera                | 10 | 1 |
| Nástic de Tarragona | 4 – 1 | CD Mirandés     | Nou Estadi                | 15 de abril | 18:00 | 5.732  | Pulido Santana              | 3  | 0 |
| SD Huesca           | 1 – 1 | Cádiz CF        | El Alcoraz                | 15 de abril | 20:30 | 4.092  | Pérez Pallas                | 6  | 0 |
| Sevilla Atlético    | 6 – 2 | Real Valladolid | Ramón Sánchez-Pizjuán     | 16 de abril | 12:00 | 2.725  | Arias López                 | 2  | 0 |
| AD Alcorcón         | 0 – 3 | Getafe CF       | Santo Domingo             | 16 de abril | 16:00 | 3.328  | Prieto Iglesias             | 4  | 0 |
| UCAM Murcia         | 0 – 1 | Rayo Vallecano  | La Condomina              | 16 de abril | 18:00 | 4.694  | Cuadra Fernández            | 3  | 0 |
| CD Lugo             | 2 – 1 | Real Oviedo     | Anxo Carro                | 16 de abril | 18:00 | 5.987  | Gorostegui Fernández-Ortega | 4  | 0 |
| Córdoba CF          | 1 – 0 | UD Almería      | Nuevo Arcángel            | 16 de abril | 18:00 | 11.286 | Sagués Oscoz                | 4  | 0 |
| Real Zaragoza       | 1 – 0 | RCD Mallorca    | La Romareda               | 16 de abril | 20:30 | 15.196 | Cordero Vega                | 1  | 0 |
| Levante UD          | 0 – 0 | CF Reus         | Ciudad de Valencia        | 17 de abril | 20:00 | 14.034 | Valdés Aller                | 3  | 0 |

| Real Oviedo     | 1 – 1 | SD Huesca           | Carlos Tartiere       | 21 de abril | 20:00 | 16.347 | López Amaya          | 8 | 1 |
| Real Valladolid | 2 – 1 | Elche CF            | José Zorrilla         | 22 de abril | 16:00 | 8.386  | Pérez Montero        | 5 | 0 |
| Rayo Vallecano  | 2 – 0 | CD Lugo             | Campo de Vallecas     | 22 de abril | 18:00 | 8.904  | Figueroa Vázquez     | 5 | 0 |
| Cádiz CF        | 1 – 1 | Levante UD          | Ramón de Carranza     | 22 de abril | 18:00 | 13.716 | de la Fuente Ramos   | 3 | 0 |
| Getafe CF       | 1 – 1 | Nástic de Tarragona | Coliseo Alfonso Pérez | 22 de abril | 18:00 | 10.175 | González Fuertes     | 6 | 0 |
| Girona FC       | 1 – 2 | UCAM Murcia         | Montilivi             | 22 de abril | 20:30 | 6.858  | Eiriz Mata           | 7 | 0 |
| CD Numancia     | 1 – 1 | CD Tenerife         | Los Pajaritos         | 23 de abril | 12:00 | 2.503  | Ais Reig             | 4 | 0 |
| CD Mirandés     | 0 – 1 | Real Zaragoza       | Anduva                | 23 de abril | 16:00 | 4.081  | Arcediano Monescillo | 5 | 0 |
| RCD Mallorca    | 1 – 1 | Córdoba CF          | Iberostar Estadio     | 23 de abril | 16:00 | 10.869 | Areces Franco        | 5 | 0 |
| CF Reus         | 0 – 0 | AD Alcorcón         | Camp Nou Municipal    | 23 de abril | 18:00 | 3.852  | Alberola Rojas       | 4 | 0 |
| UD Almería      | 2 – 1 | Sevilla Atlético    | Juegos Mediterráneos  | 23 de abril | 18:00 | 7.296  | Pizarro Gómez        | 2 | 0 |

| Elche CF            | 2 – 3 | UD Almería     | Manuel Martínez Valero | 28 de abril | 20:00 | 7.956  | Díaz de Mera Escuderos | 7 | 0 |
| UCAM Murcia         | 1 – 0 | CD Tenerife    | La Condomina           | 29 de abril | 16:00 | 3.404  | González Fuertes       | 6 | 0 |
| Levante UD          | 1 – 0 | Real Oviedo    | Ciudad de Valencia     | 29 de abril | 18:00 | 18.715 | Cordero Vega           | 6 | 0 |
| Real Valladolid     | 1 – 1 | CD Numancia    | José Zorrilla          | 29 de abril | 18:00 | 7.775  | Cuadra Fernández       | 4 | 0 |
| Real Zaragoza       | 1 – 2 | Getafe CF      | La Romareda            | 29 de abril | 20:30 | 19.200 | Eiriz Mata             | 6 | 0 |
| AD Alcorcón         | 0 – 2 | Cádiz CF       | Santo Domingo          | 30 de abril | 12:00 | 3.084  | Sagués Oscoz           | 5 | 0 |
| CD Lugo             | 1 – 2 | Girona FC      | Anxo Carro             | 30 de abril | 16:00 | 3.339  | Valdés Aller           | 9 | 0 |
| Córdoba CF          | 1 – 1 | CD Mirandés    | Nuevo Arcángel         | 30 de abril | 18:00 | 10.348 | Prieto Iglesias        | 6 | 0 |
| Sevilla Atlético    | 2 – 3 | RCD Mallorca   | Ramón Sánchez-Pizjuán  | 30 de abril | 20:00 | 2.264  | De la Fuente Ramos     | 7 | 0 |
| SD Huesca           | 2 – 0 | Rayo Vallecano | El Alcoraz             | 1 de mayo   | 17:00 | 4.721  | Medié Jiménez          | 9 | 0 |
| Nástic de Tarragona | 0 – 1 | CF Reus        | Nou Estadi             | 1 de mayo   | 19:00 | 12.541 | Pizarro Gómez          | 5 | 0 |

| Real Oviedo    | 0 – 1 | AD Alcorcón         | Carlos Tartiere           | 5 de mayo | 20:00 | 14.731 | Pulido Santana              | 6  | 0 |
| RCD Mallorca   | 1 – 0 | Elche CF            | Iberostar Estadio         | 6 de mayo | 16:00 | 12.479 | Figueroa Vázquez            | 3  | 0 |
| Rayo Vallecano | 2 – 1 | Levante UD          | Vallecas                  | 6 de mayo | 18:00 | 8.869  | Gorostegui Fernández-Ortega | 4  | 0 |
| CD Numancia    | 1 – 0 | UCAM Murcia         | Los Pajaritos             | 6 de mayo | 18:00 | 4.503  | Arias López                 | 6  | 0 |
| Girona FC      | 3 – 1 | SD Huesca           | Montilivi                 | 6 de mayo | 20:30 | 7.220  | Pérez Montero               | 7  | 0 |
| CD Tenerife    | 2 – 1 | CD Lugo             | Heliodoro Rodríguez López | 7 de mayo | 13:00 | 12.829 | Arcediano Monescillo        | 8  | 0 |
| CD Mirandés    | 0 – 1 | Sevilla Atlético    | Anduva                    | 7 de mayo | 16:00 | 2.785  | Areces Franco               | 4  | 0 |
| Cádiz CF       | 0 – 0 | Nástic de Tarragona | Ramón de Carranza         | 7 de mayo | 18:00 | 13.278 | Ais Reig                    | 7  | 0 |
| Getafe CF      | 2 – 0 | Córdoba CF          | Coliseo Alfonso Pérez     | 7 de mayo | 18:00 | 10.655 | Alberola Rojas              | 2  | 0 |
| UD Almería     | 0 – 3 | Real Valladolid     | Juegos Mediterráneos      | 7 de mayo | 18:00 | 8.868  | Pérez Pallas                | 3  | 0 |
| CF Reus        | 1 – 0 | Real Zaragoza       | Camp Nou Municipal        | 7 de mayo | 20:30 | 3.992  | López Amaya                 | 11 | 0 |

| Sevilla Atlético    | 2 – 1 | Getafe CF      | Ramón Sánchez-Pizjuán  | 12 de mayo | 20:00 | 3.579  | Cuadra Fernández   | 6 | 1 |
| Real Zaragoza       | 1 – 1 | Cádiz CF       | La Romareda            | 12 de mayo | 21:00 | 17.300 | Prieto Iglesias    | 3 | 0 |
| Real Valladolid     | 2 – 1 | RCD Mallorca   | José Zorrilla          | 13 de mayo | 13:00 | 8.804  | López Amaya        | 4 | 0 |
| SD Huesca           | 2 – 2 | CD Tenerife    | El Alcoraz             | 13 de mayo | 16:15 | 4.474  | De la Fuente Ramos | 8 | 0 |
| Elche CF            | 0 – 1 | CD Mirandés    | Manuel Martínez Valero | 13 de mayo | 16:15 | 14.559 | Pérez Pallas       | 9 | 1 |
| Levante UD          | 2 – 1 | Girona FC      | Ciudad de Valencia     | 13 de mayo | 18:00 | 12.658 | Sagués Oscoz       | 5 | 0 |
| AD Alcorcón         | 2 – 0 | Rayo Vallecano | Santo Domingo          | 13 de mayo | 18:30 | 3.918  | Díaz de Mera       | 1 | 1 |
| Córdoba CF          | 1 – 0 | CF Reus        | Nuevo Arcángel         | 13 de mayo | 18:30 | 13.750 | Ais Reig           | 6 | 0 |
| UD Almería          | 2 – 0 | CD Numancia    | Juegos Mediterráneos   | 13 de mayo | 18:30 | 7.992  | González Fuertes   | 7 | 0 |
| Nástic de Tarragona | 2 – 2 | Real Oviedo    | Nou Estadi             | 13 de mayo | 20:45 | 7.196  | Pérez Montero      | 5 | 0 |
| CD Lugo             | 0 – 0 | UCAM Murcia    | Anxo Carro             | 14 de mayo | 12:00 | 2.739  | Medié Jiménez      | 5 | 1 |

| Rayo Vallecano | 2 – 0 | Nástic de Tarragona | Vallecas                  | 19 de mayo | 20:00 | 9.800  | Arias López                 | 6  | 0 |
| Getafe CF      | 2 – 0 | Elche CF            | Coliseo Alfonso Pérez     | 19 de mayo | 21:00 | 11.130 | Cordero Vega                | 6  | 0 |
| UCAM Murcia    | 3 – 1 | SD Huesca           | La Condomina              | 20 de mayo | 19:00 | 5.877  | Pulido Santana              | 7  | 0 |
| CD Tenerife    | 0 – 0 | Levante UD          | Heliodoro Rodríguez López | 20 de mayo | 19:00 | 15.226 | Alberola Rojas              | 2  | 0 |
| Girona FC      | 0 – 0 | AD Alcorcón         | Montilivi                 | 20 de mayo | 19:00 | 8.293  | Areces Franco               | 6  | 0 |
| CF Reus        | 2 – 1 | Sevilla Atlético    | Camp Nou Municipal        | 20 de mayo | 19:00 | 3.988  | Arcediano Monescillo        | 4  | 0 |
| RCD Mallorca   | 1 – 0 | UD Almería          | Iberostar Estadio         | 20 de mayo | 19:00 | 12.940 | Eiriz Mata                  | 3  | 0 |
| Real Oviedo    | 0 – 0 | Real Zaragoza       | Carlos Tartiere           | 20 de mayo | 21:00 | 16.227 | Figueroa Vázquez            | 8  | 0 |
| Cádiz CF       | 1 – 1 | Córdoba CF          | Ramón de Carranza         | 20 de mayo | 21:00 | 14.175 | Valdés Aller                | 3  | 0 |
| CD Mirandés    | 2 – 2 | Real Valladolid     | Anduva                    | 21 de mayo | 12:00 | 3.985  | Gorostegui Fernández-Ortega | 10 | 0 |
| CD Numancia    | 0 – 1 | CD Lugo             | Los Pajaritos             | 21 de mayo | 17:00 | 3.133  | Pizarro Gómez               | 3  | 0 |

| Levante UD          | 3 – 1 | UCAM Murcia    | Ciudad de Valencia     | 26 de mayo | 20:00 | 9.980  | Areces Franco        | 9 | 0 |
| SD Huesca           | 1 – 0 | CD Lugo        | El Alcoraz             | 27 de mayo | 16:00 | 3.635  | Cuadra Fernández     | 3 | 0 |
| Sevilla Atlético    | 3 – 3 | Cádiz CF       | Ramón Sánchez-Pizjuán  | 27 de mayo | 18:00 | 18.169 | Díaz de Mera         | 8 | 0 |
| Real Valladolid     | 1 – 0 | Getafe CF      | José Zorrilla          | 27 de mayo | 18:00 | 11.067 | Ais Reig             | 6 | 0 |
| UD Almería          | 2 – 0 | CD Mirandés    | Juegos Mediterráneos   | 27 de mayo | 18:00 | 7.550  | Alberola Rojas       | 3 | 0 |
| AD Alcorcón         | 1 – 3 | CD Tenerife    | Santo Domingo          | 28 de mayo | 12:00 | 3.870  | Pérez Pallas         | 6 | 0 |
| Real Zaragoza       | 1 – 1 | Rayo Vallecano | La Romareda            | 28 de mayo | 16:00 | 16.200 | González Fuertes     | 0 | 0 |
| Nástic de Tarragona | 3 – 1 | Girona FC      | Nou Estadi             | 28 de mayo | 18:00 | 11.103 | Prieto Iglesias      | 4 | 0 |
| Elche CF            | 1 – 1 | CF Reus        | Manuel Martínez Valero | 28 de mayo | 18:00 | 9.938  | Arias López          | 3 | 0 |
| RCD Mallorca        | 0 – 0 | CD Numancia    | Iberostar Estadio      | 28 de mayo | 18:00 | 14.923 | Sagués Oscoz         | 6 | 1 |
| Córdoba CF          | 4 – 2 | Real Oviedo    | Nuevo Arcángel         | 28 de mayo | 20:30 | 14.751 | Arcediano Monescillo | 9 | 0 |

| CD Lugo        | 1 – 0 | Levante UD          | Anxo Carro                | 2 de junio | 21:00 | 3.304  | Figueroa Vázquez            | 3 | 0 |
| SD Huesca      | 0 – 0 | CD Numancia         | El Alcoraz                | 4 de junio | 20:00 | 4.413  | Alberola Rojas              | 4 | 0 |
| UCAM Murcia    | 0 – 1 | AD Alcorcón         | La Condomina              | 4 de junio | 20:00 | 5.742  | Díaz de Mera                | 6 | 0 |
| CD Tenerife    | 0 – 1 | Nástic de Tarragona | Heliodoro Rodríguez López | 4 de junio | 20:00 | 19.348 | Gorostegui Fernández-Ortega | 8 | 0 |
| Girona FC      | 0 – 0 | Real Zaragoza       | Montilivi                 | 4 de junio | 20:00 | 8.824  | Arcediano Monescillo        | 0 | 0 |
| Rayo Vallecano | 1 – 2 | Córdoba CF          | Vallecas                  | 4 de junio | 20:00 | 8.063  | Cordero Vega                | 4 | 0 |
| Real Oviedo    | 1 – 0 | Sevilla Atlético    | Carlos Tartiere           | 4 de junio | 20:00 | 8.098  | Eiriz Mata                  | 2 | 0 |
| Cádiz CF       | 2 – 1 | Elche CF            | Ramón de Carranza         | 4 de junio | 20:00 | 16.324 | Sagués Oscoz                | 6 | 0 |
| CF Reus        | 2 – 0 | Real Valladolid     | Camp Nou Municipal        | 4 de junio | 20:00 | 3.869  | Cuadra Fernández            | 4 | 0 |
| Getafe CF      | 4 – 0 | UD Almería          | Coliseo Alfonso Pérez     | 4 de junio | 20:00 | 10.426 | Prieto Iglesias             | 1 | 0 |
| CD Mirandés    | 2 – 2 | RCD Mallorca        | Anduva                    | 4 de junio | 20:00 | 1.534  | Pulido Santana              | 4 | 0 |

| Sevilla Atlético    | 1 – 2 | Rayo Vallecano | Ramón Sánchez Pizjuán  | 9 de junio  | 21:00 | 4.359  | Medié Jiménez               | 2 | 0 |
| AD Alcorcón         | 3 – 0 | CD Lugo        | Santo Domingo          | 10 de junio | 20:30 | 4.262  | Alberola Rojas              | 2 | 0 |
| Nástic de Tarragona | 1 – 0 | UCAM Murcia    | Nou Estadi             | 10 de junio | 20:30 | 11.103 | Cuadra Fernández            | 4 | 0 |
| Real Zaragoza       | 1 – 2 | CD Tenerife    | La Romareda            | 10 de junio | 20:30 | 11.762 | Saúl Ais Reig               | 2 | 0 |
| Córdoba CF          | 2 – 1 | Girona FC      | Nuevo Arcángel         | 10 de junio | 20:30 | 8.977  | De la Fuente Ramos          | 0 | 0 |
| Levante UD          | 1 – 2 | SD Huesca      | Ciudad de Valencia     | 10 de junio | 20:30 | 11.761 | Prieto Iglesias             | 3 | 0 |
| Elche CF            | 0 – 2 | Real Oviedo    | Manuel Martínez Valero | 10 de junio | 20:30 | 2.520  | Pérez Montero               | 2 | 0 |
| Real Valladolid     | 1 – 0 | Cádiz CF       | José Zorrilla          | 10 de junio | 20:30 | 12.812 | Arias López                 | 1 | 0 |
| UD Almería          | 1 – 0 | CF Reus        | Juegos Mediterráneos   | 10 de junio | 20:30 | 11.258 | Gorostegui Fernández-Ortega | 1 | 0 |
| RCD Mallorca        | 3 – 3 | Getafe CF      | Iberostar Estadio      | 10 de junio | 20:30 | 3.635  | González Fuertes            | 1 | 0 |
| CD Numancia         | 0 – 2 | CD Mirandés    | Los Pajaritos          | 11 de junio | 18:00 | 2.351  | López Amaya                 | 1 | 0 |

| Levante UD (1.º)               |  | Girona FC (2.º) |
| Ascienden a Primera División ' |  |                 |

### Tabla de resultados cruzados
| Local \ Visitante      | ALC | ALM | CAD | COR | ELC | GET | GIM | GIR | HUE | LEV | LUG | MLL | MIR | NUM | OVI | RAY | REU | SEV | TEN | UCA | VLD | ZAR |
| ---------------------- | --- | --- | --- | --- | --- | --- | --- | --- | --- | --- | --- | --- | --- | --- | --- | --- | --- | --- | --- | --- | --- | --- |
| A. D. Alcorcón         | —   | 0–0 | 0–2 | 0–1 | 1–0 | 0–3 | 1–0 | 2–1 | 0–0 | 2–0 | 3–0 | 1–0 | 1–0 | 2–3 | 5–1 | 2–0 | 1–0 | 0–0 | 1–3 | 0–0 | 1–2 | 1–1 |
| U. D. Almería          | 3–1 | —   | 1–1 | 3–1 | 2–1 | 0–1 | 3–0 | 0–0 | 0–0 | 2–2 | 0–0 | 2–1 | 2–0 | 2–0 | 3–0 | 3–0 | 1–0 | 2–1 | 0–1 | 2–3 | 0–3 | 2–2 |
| Cádiz C. F.            | 4–1 | 1–0 | —   | 1–1 | 2–1 | 3–0 | 0–0 | 0–0 | 1–0 | 1–1 | 1–1 | 1–1 | 2–1 | 1–0 | 0–2 | 1–0 | 0–0 | 4–1 | 0–1 | 2–2 | 0–1 | 3–0 |
| Córdoba C. F.          | 1–0 | 1–0 | 1–3 | —   | 1–0 | 1–3 | 2–0 | 2–1 | 0–2 | 1–0 | 3–3 | 0–2 | 1–1 | 0–0 | 4–2 | 0–0 | 1–0 | 0–1 | 1–0 | 1–1 | 1–1 | 2–1 |
| Elche C. F.            | 0–0 | 2–3 | 2–3 | 1–1 | —   | 2–2 | 4–4 | 1–0 | 1–1 | 0–1 | 0–3 | 1–0 | 0–1 | 1–3 | 0–2 | 2–1 | 1–1 | 3–2 | 3–1 | 1–1 | 2–0 | 0–3 |
| Getafe C. F.           | 1–0 | 4–0 | 3–2 | 2–0 | 2–0 | —   | 1–1 | 0–2 | 1–1 | 2–0 | 2–0 | 1–1 | 1–1 | 0–0 | 2–1 | 1–0 | 1–1 | 2–0 | 2–2 | 2–0 | 3–1 | 1–0 |
| Gimnàstic de Tarragona | 1–1 | 0–1 | 1–0 | 2–1 | 1–3 | 1–0 | —   | 3–1 | 0–0 | 1–1 | 2–2 | 2–2 | 4–1 | 2–0 | 2–2 | 0–1 | 0–1 | 1–1 | 1–1 | 1–0 | 1–2 | 0–0 |
| Girona F. C.           | 0–0 | 3–3 | 1–2 | 2–0 | 3–1 | 5–1 | 4–2 | —   | 3–1 | 2–1 | 3–1 | 1–0 | 1–1 | 3–0 | 0–0 | 1–3 | 1–0 | 2–0 | 1–1 | 1–2 | 2–1 | 0–0 |
| S. D. Huesca           | 0–1 | 2–0 | 1–1 | 3–0 | 0–3 | 0–0 | 1–1 | 1–2 | —   | 0–2 | 1–0 | 2–1 | 3–0 | 0–0 | 4–0 | 2–0 | 2–1 | 2–1 | 2–2 | 5–2 | 1–0 | 2–3 |
| Levante U. D.          | 2–0 | 1–0 | 0–0 | 3–1 | 2–1 | 1–1 | 2–1 | 2–1 | 1–2 | —   | 1–0 | 2–1 | 2–1 | 1–0 | 1–0 | 1–0 | 0–0 | 1–0 | 1–0 | 3–1 | 3–2 | 4–2 |
| C. D. Lugo             | 1–0 | 1–2 | 0–1 | 1–0 | 1–2 | 0–1 | 2–3 | 1–2 | 1–1 | 1–0 | —   | 3–1 | 2–1 | 3–1 | 2–1 | 1–0 | 1–0 | 1–0 | 1–3 | 0–0 | 1–0 | 3–3 |
| R. C. D. Mallorca      | 1–0 | 1–0 | 0–0 | 1–1 | 1–0 | 3–3 | 0–0 | 1–0 | 3–0 | 1–1 | 1–1 | —   | 2–0 | 0–0 | 0–0 | 2–1 | 0–1 | 2–2 | 1–4 | 0–0 | 0–3 | 2–2 |
| C. D. Mirandés         | 2–0 | 2–1 | 3–2 | 1–1 | 1–0 | 1–1 | 0–1 | 0–2 | 1–3 | 0–3 | 2–2 | 2–2 | —   | 0–3 | 0–2 | 2–1 | 1–1 | 0–1 | 3–2 | 1–1 | 2–2 | 0–1 |
| C. D. Numancia         | 1–1 | 1–0 | 0–3 | 1–1 | 2–2 | 2–0 | 1–0 | 0–2 | 0–0 | 0–1 | 0–1 | 3–1 | 0–2 | —   | 0–0 | 0–0 | 1–0 | 1–2 | 1–1 | 2–1 | 1–0 | 2–1 |
| Real Oviedo            | 0–1 | 2–0 | 2–1 | 1–2 | 2–1 | 2–1 | 1–0 | 2–0 | 1–1 | 2–0 | 1–1 | 2–1 | 0–0 | 2–2 | —   | 2–0 | 0–1 | 1–0 | 2–0 | 2–0 | 1–0 | 0–0 |
| Rayo Vallecano         | 2–0 | 1–0 | 3–0 | 1–2 | 1–1 | 2–0 | 2–0 | 1–0 | 2–2 | 2–1 | 2–0 | 1–0 | 1–2 | 3–3 | 2–0 | —   | 0–0 | 1–1 | 1–1 | 0–1 | 0–0 | 1–2 |
| C. F. Reus Deportiu    | 0–0 | 1–0 | 1–0 | 1–2 | 0–1 | 1–1 | 1–0 | 1–2 | 0–1 | 0–1 | 2–1 | 1–1 | 1–1 | 1–1 | 1–1 | 1–1 | —   | 2–1 | 0–0 | 0–0 | 2–0 | 1–0 |
| Sevilla Atlético       | 1–1 | 1–0 | 3–3 | 1–0 | 2–0 | 2–1 | 2–2 | 3–3 | 2–0 | 1–1 | 1–1 | 2–3 | 1–0 | 1–1 | 5–3 | 1–2 | 0–1 | —   | 0–0 | 1–1 | 6–2 | 2–1 |
| C. D. Tenerife         | 2–0 | 1–0 | 1–1 | 2–0 | 2–0 | 0–0 | 0–1 | 3–3 | 1–1 | 0–0 | 2–1 | 0–0 | 1–1 | 1–1 | 1–0 | 3–2 | 0–1 | 1–1 | —   | 1–0 | 2–1 | 1–0 |
| UCAM Murcia C. F.      | 0–1 | 4–0 | 1–1 | 1–1 | 1–1 | 2–0 | 1–1 | 0–1 | 3–1 | 0–2 | 1–2 | 1–1 | 2–2 | 3–2 | 0–1 | 0–1 | 0–2 | 1–0 | 1–3 | —   | 1–0 | 1–0 |
| Real Valladolid C. F.  | 2–0 | 0–0 | 1–0 | 2–1 | 2–1 | 1–0 | 1–2 | 2–1 | 1–2 | 0–4 | 1–1 | 2–1 | 5–0 | 1–1 | 1–0 | 2–1 | 1–0 | 2–0 | 0–0 | 0–1 | —   | 0–0 |
| Real Zaragoza          | 2–0 | 2–1 | 1–1 | 1–1 | 1–3 | 1–2 | 1–2 | 0–2 | 1–0 | 0–1 | 1–1 | 1–0 | 2–0 | 3–0 | 2–1 | 1–1 | 2–2 | 1–2 | 1–2 | 3–1 | 1–1 | —   |

## Playoff de ascenso a Primera División
|  | Semifinales          | Semifinales | Semifinales          |   |                    | Final | Final | Final |  |
|  |                      |             |                      |   |                    |       |       |       |  |
|  |                      |             |                      |   |                    |       |       |       |  |
|  | Getafe C. F. (3.º)   | 2           | 3                    |   |                    |       |       |       |  |
|  | Getafe C. F. (3.º)   | 2           | 3                    |   |                    |       |       |       |  |
|  | S. D. Huesca (6.º)   | 2           | 0                    |   |                    |       |       |       |  |
|  | S. D. Huesca (6.º)   | 2           | 0                    |   | Getafe C. F. (3.º) | 0     | 3     |       |  |
|  |                      |             |                      |   | Getafe C. F. (3.º) | 0     | 3     |       |  |
|  |                      |             | C. D. Tenerife (4.º) | 1 | 1                  |       |       |       |  |
|  | C. D. Tenerife (4.º) | 0           | C. D. Tenerife (4.º) | 1 | 1                  | 1     |       |       |  |
|  | C. D. Tenerife (4.º) | 0           |                      |   |                    | 1     |       |       |  |
|  | Cádiz C. F. (5.º)    | 1           | 0                    |   |                    |       |       |       |  |
|  | Cádiz C. F. (5.º)    | 1           | 0                    |   |                    |       |       |       |  |
|  |                      |             |                      |   |                    |       |       |       |  |

### Semifinales

#### Cádiz C. F.-C. D. Tenerife
| Ida; 15 de junio de 2017, 21:00 | Cádiz C. F.                              | 1:0 (0:0) | C. D. Tenerife                                                                 | Ramón de Carranza, Cádiz                                         |                                                                  |
|                                 | - Aketxe 64' - Mari 69' - Rubén Cruz 80' | Reporte   | - 38' Dani Hernández - 60' Vitolo - 69' Jorge Sáenz - 70' Cámara - 88' Jiménez | Asistencia: 16.493 espectadores Árbitro(s): Arcediano Monescillo | Asistencia: 16.493 espectadores Árbitro(s): Arcediano Monescillo |

| Vuelta; 18 de junio de 2017, 21:00 | C. D. Tenerife                                                          | 1:0 (1:0) (t. s.)(0:0 t. s.)(Global 1:1) | Cádiz C. F.                                 | Estadio Heliodoro Rodríguez López, Santa Cruz de Tenerife |                                                           |
|                                    | - Cámara 30' - Shibasaki 34' - Aitor Sanz 43' - Germán 102' - Omar 119' | Reporte                                  | - 20' Sankaré - 51' José Mari - 77' Aridane | Asistencia: 20.761 espectadores Árbitro(s): Areces Franco | Asistencia: 20.761 espectadores Árbitro(s): Areces Franco |

| Pasa a la final C. D. Tenerife (Avanza el C. D. Tenerife por quedar mejor clasificado que su rival en la liga regular) |

#### S. D. Huesca-Getafe C. F.
| Ida; 14 de junio de 2017, 21:00 | S. D. Huesca                                                                                                 | 2:2 (0:0) | Getafe C. F.                                                               | El Alcoraz, Huesca                                                     |                                                                        |
|                                 | - Carlos David 20' - Ferreiro 47' - Jair 51' - Borja Lázaro 58' - Aguilera 60' - Araújo 76' - Camacho 90'+4' | Reporte   | - 12' Faurlín - 15' Mora - 52' 74' Jorge Molina - 77' Portillo - 79' Chuli | Asistencia: 4.867 espectadores Árbitro(s): Gorostegui Fernández-Ortega | Asistencia: 4.867 espectadores Árbitro(s): Gorostegui Fernández-Ortega |

| Vuelta; 17 de junio de 2017, 21:00 | Getafe C. F.                                                                                                   | 3:0 (1:0) (Global 5:2) | S. D. Huesca                                                                   | Coliseum Alfonso Pérez, Getafe                            |                                                           |
|                                    | - Molinero 7' - Juan Cala 36' - Portillo 58' - Pacheco 62' 88' - Fuster 74' 79' - Faurlín 87' - Paul Anton 87' | Reporte                | - 35' Carlos David - 58' Vadillo - 87' Aguilera - 87' Ferreiro - 88' Samu Sáiz | Asistencia: 13.013 espectadores Árbitro(s): Pérez Montero | Asistencia: 13.013 espectadores Árbitro(s): Pérez Montero |

| Pasa a la final Getafe C. F. |

### Final

#### C. D. Tenerife-Getafe C. F.
| Ida; 21 de junio de 2017, 21:00 | C. D. Tenerife               | 1:0 (1:0) | Getafe C. F.                                                 | Estadio Heliodoro Rodríguez López, Santa Cruz de Tenerife |                                                         |
|                                 | - Jorge Sáenz 22' - Omar 88' | Reporte   | - 33' Juan Cala - 71' Portillo - 75' Mehdi Lacen - 87' Chuli | Asistencia: 21.450 espectadores Árbitro(s): Arias López   | Asistencia: 21.450 espectadores Árbitro(s): Arias López |

| Vuelta; 24 de junio de 2017, 21:00 | Getafe C. F.                                         | 3:1 (3:1) (Global 3:2) | C. D. Tenerife                                                                    | Coliseum Alfonso Pérez, Getafe                              |                                                             |
|                                    | - Faurlín 9' - Pacheco 12' 37' - Mora 67' - Peña 88' | Reporte                | - 17' Lozano - 35' Cámara - 49' Omar - 59' Suso - 90' Aitor Sanz - 90'+7' Camille | Asistencia: 15.380 espectadores Árbitro(s): Prieto Iglesias | Asistencia: 15.380 espectadores Árbitro(s): Prieto Iglesias |

| Asciende a Primera División Getafe C. F. |

## Estadísticas
A continuación, se detallan las listas con los máximos goleadores y los mayores asistentes de Segunda División, de acuerdo con los datos oficiales de la Liga Nacional de Fútbol Profesional.

### Resumen por jornada
En el cuadro se detalla el resumen de goles, espectadores, amarillas y expulsiones por jornada y totales.
| Jornada              | Goles · | Autogoles · | Penaltis (transformados) · | Amarillas · | Expulsiones · | Espectadores |
| Jornada 1            | 25      | 0           | 6 (5) – 83,33%             | 61          | 2             | 74.351       |
| Jornada 2            | 24      | 0           | 1 (1) – 100,00%            | 59          | 1             | 75.453       |
| Jornada 3            | 30      | 0           | 7 (6) – 85,71%             | 59          | 1             | 87.429       |
| Jornada 4            | 26      | 1           | 2 (2) – 100,00%            | 45          | 1             | 75.546       |
| Jornada 5            | 19      | 3           | 0 (0)                      | 53          | 1             | 81.957       |
| Jornada 6            | 16      | 0           | 4 (2) – 50,00%             | 49          | 0             | 69.020       |
| Jornada 7            | 22      | 0           | 2 (1) – 50,00%             | 51          | 5             | 80.724       |
| Jornada 8            | 28      | 2           | 3 (2) – 66,67%             | 53          | 1             | 86.885       |
| Jornada 9            | 30      | 1           | 5 (4) – 80,00%             | 48          | 0             | 80.157       |
| Jornada 10           | 25      | 0           | 0 (0)                      | 57          | 1             | 83.357       |
| Jornada 11           | 24      | 0           | 3 (1) – 33,33%             | 56          | 1             | 73.436       |
| Jornada 12           | 27      | 0           | 3 (2) – 66,67%             | 61          | 1             | 85.465       |
| Jornada 13           | 23      | 1           | 2 (0) – 0,00%              | 51          | 1             | 74.087       |
| Jornada 14           | 17      | 0           | 2 (1) – 50,00%             | 58          | 2             | 83.282       |
| Jornada 15           | 32      | 1           | 2 (2) – 100,00%            | 66          | 3             | 77.657       |
| Jornada 16           | 30      | 0           | 3 (2) – 66,67%             | 71          | 2             | 68.138       |
| Jornada 17           | 24      | 0           | 1 (0) – 0,00%              | 53          | 0             | 71.789       |
| Jornada 18           | 36      | 0           | 8 (7) – 87,50%             | 54          | 1             | 79.999       |
| Jornada 19           | 35      | 2           | 5 (5) – 100,00%            | 59          | 3             | 66.938       |
| Jornada 20           | 21      | 1           | 3 (3) – 100,00%            | 53          | 0             | 86.080       |
| Jornada 21           | 20      | 2           | 3 (2) – 66,67%             | 55          | 1             | 70.367       |
| Jornada 22           | 20      | 0           | 3 (2) – 66,67%             | 60          | 1             | 75.450       |
| Jornada 23           | 17      | 2           | 1 (1) – 100,00%            | 41          | 3             | 74.013       |
| Jornada 24           | 29      | 2           | 5 (4) – 80,00%             | 51          | 1             | 82.276       |
| Jornada 25           | 20      | 0           | 4 (4) – 100,00%            | 61          | 1             | 74.872       |
| Jornada 26           | 26      | 2           | 0 (0)                      | 48          | 1             | 88.506       |
| Jornada 27           | 28      | 2           | 3 (2) – 66,67%             | 54          | 1             | 78.197       |
| Jornada 28           | 26      | 1           | 5 (4) – 80,00%             | 64          | 1             | 96.212       |
| Jornada 29           | 23      | 0           | 3 (2) – 66,67%             | 52          | 1             | 75.891       |
| Jornada 30           | 25      | 1           | 2 (2) – 100,00%            | 59          | 0             | 85.291       |
| Jornada 31           | 22      | 1           | 2 (1) – 50,00%             | 56          | 1             | 81.873       |
| Jornada 32           | 18      | 0           | 4 (3) – 75,00%             | 53          | 1             | 89.901       |
| Jornada 33           | 25      | 0           | 0 (0)                      | 48          | 1             | 82.471       |
| Jornada 34           | 34      | 3           | 6 (5) – 83,33%             | 46          | 1             | 92.214       |
| Jornada 35           | 22      | 0           | 3 (2) – 66,67%             | 54          | 1             | 92.987       |
| Jornada 36           | 27      | 2           | 5 (5) – 100,00%            | 70          | 0             | 93.347       |
| Jornada 37           | 20      | 1           | 3 (2) – 66,67%             | 61          | 0             | 100.209      |
| Jornada 38           | 25      | 0           | 2 (2) – 100,00%            | 59          | 4             | 96.969       |
| Jornada 39           | 19      | 1           | 2 (2) – 100,00%            | 58          | 0             | 104.774      |
| Jornada 40           | 32      | 0           | 3 (2) – 66,67%             | 57          | 1             | 121.181      |
| Jornada 41           | 20      | 0           | 0 (0)                      | 42          | 0             | 89.945       |
| Jornada 42           | 28      | 1           | 3 (1) – 33,33%             | 19          | 0             | 84.800       |
| Playoffs Semifinales | 9       | 0           | 1 (1) – 100,00%            | 38          | 1             | 55.134       |
| Playoffs Final       | 5       | 0           | 0 (0)                      | 12          | 0             | 36.830       |
| TOTALES              | 1.055   | 33          | 125 (95) – 76,00%          | 2.330       | 49            | 3.585.565    |
| Media (por jornada)  | 24,79   | 0,79        | 2,95 (2,24) – 75,81%       | 54,40       | 1,14          | 83.180,98    |
| -------------------- | ------- | ----------- | -------------------------- | ----------- | ------------- | ------------ |

Las amarillas contabilizan el total, en caso de doble amarilla se apuntarán dos amarillas y ninguna expulsión. Actualizado el 24 de junio de 2017
- Nota: La media por jornada no incluye las jornadas de Playoff, pero sí que se incluyen en el total de la temporada.

### Resultados
Repeticiones de los diferentes resultados, considerando el ganador como local en todas las ocasiones.

### Anotaciones
- Primer gol de la temporada: C.D. Mirandés 0-1 Getafe C.F. (Dani Pacheco)

- Último gol de la temporada: Getafe C. F. 3-1 C. D. Tenerife (Dani Pacheco)

- Gol más rápido: Fran Carbiá (Reus Deportiu) a los 23 segundos de partido Reus Deportiu 1-1 C.D. Mirandés

- Gol más tardío: Máyor (Reus Deportiu) al minuto 95 de partido Real Oviedo 0-1 Reus Deportiu

- Mayor número de goles marcados en un partido:

- Mayor victoria de local: Real Valladolid 5-0 C.D Mirandés

- Mayor victoria de visitante: Real Valladolid 0-4 Levante U.D

- Partido con más penaltis a favor de un equipo: Mallorca 1(2)-0 A.D. Alcorcón

- Equipo con más penaltis a favor: Levante U.D (10 penaltis a favor)

- Equipo con más penaltis en contra: Mallorca (10 penaltis en contra)

### Rachas
- Mayor racha ganadora:
- Mayor racha invicta: SD Huesca (12 partidos)
- Mayor racha marcando:
- Mayor racha imbatida:
- Mayor racha perdiendo: Elche CF (6 partidos)
- Mayor racha sin ganar:

### Disciplina
- Club con más tarjetas amarillas: Gimnàstic de Tarragona (136 tarjetas)
- Jugador con más tarjetas amarillas: Morcillo (U.D. Almería), Marcelo Silva (Zaragoza) y Sergio Tejera (Gimnàstic de Tarragona) (16 tarjetas)
- Club con más tarjetas rojas: Gimnàstic de Tarragona (10 tarjetas)
- Jugador con más tarjetas rojas: Diamanka (U.D. Almería), Haythem Jouini (C.D. Tenerife), Rubén Alcaraz (Girona F.C.), Iván Alejo Peralta (A.D. Alcorcón), Jaime Mata (Real Valladolid), Róber (Levante), Cani y Marcelo Silva (Zaragoza), Carlos Akapo (S. D. Huesca), Molinero Getafe C.F. y Marc Pedraza (Numancia) (16 tarjetas)
- Equipo con más faltas recibidas: Reus Deportiu (661 faltas)
- Jugador con más faltas recibidas: Matos (Sevilla Atlético) (124 faltas)
- Equipo con más faltas realizadas: Getafe C.F. (693 faltas)
- Jugador con más faltas realizadas: Sergio Tejera (Gimnàstic de Tarragona) (109 faltas)

| Pos.           | Jugador         | Club                 | Goles |
| -------------- | --------------- | -------------------- | ----- |
| 1.ª            | Joselu Moreno   | C.D. Lugo            | 22    |
| 2.ª            | Roger Martí     | Levante U.D.         | 21    |
| 2.ª            | Ángel Rodríguez | Real Zaragoza        | 21    |
| 4.ª            | Alfredo Ortuño  | Cádiz C.F.           | 17    |
| 4.ª            | Jorge Molina    | Getafe C.F.          | 17    |
| 6.ª            | Toché           | Real Oviedo          | 16    |
| 7.ª            | Quique          | U.D. Almería         | 16    |
| 7.ª            | Samuele Longo   | Girona F.C.          | 14    |
| 9.ª            | Raúl de Tomás   | Real Valladolid C.F. | 13    |
| 10.ª           | Amath Ndiaye    | C.D. Tenerife        | 12    |
| 10.ª           | Jona Mejía      | UCAM Murcia C.F.     | 12    |
| 10.ª           | Nino            | Elche C. F.          | 12    |
| 10.ª           | Ivi López       | Sevilla Atlético     | 12    |
| Fuente: LaLiga |                 |                      |       |

| Pos.              | Jugador           | Equipo        | GE | Partidos | Cociente |
| ----------------- | ----------------- | ------------- | -- | -------- | -------- |
| 1.º               | Raúl Fernández    | Levante       | 22 | 33       | 0.67     |
| 2.º               | Édgar Badía       | Reus Deportiu | 29 | 42       | 0.69     |
| 3.º               | Dani Hernández    | C.D. Tenerife | 32 | 37       | 0.86     |
| 4.º               | Alberto Cifuentes | Cádiz C.F.    | 39 | 41       | 0.95     |
| 5.º               | Sergio Herrera    | S. D. Huesca  | 41 | 41       | 1        |
| 5.º               | Alberto García    | Getafe C.F.   | 34 | 34       | 1        |
| Fuente: Marca.com |                   |               |    |          |          |

### Tripletes o más
A continuación se detallan los tripletes conseguidos a lo largo de la temporada.
| Fecha      | Jugador   | Goles | Local            | Resultado | Visitante       | Rep. |
| ---------- | --------- | ----- | ---------------- | --------- | --------------- | ---- |
| 9-10-2016  | Brandon   |       | RCD Mallorca     | 3-0       | SD Huesca       |      |
| 16-04-2017 | Marc Gual |       | Sevilla Atlético | 6-2       | Real Valladolid |      |